# Central Park
Cet article concerne le parc new-yorkais. Pour les autres significations, voir Central Park (homonymie).
Central Park, un vaste parc urbain américain de 341 hectares (3,41 km2, soit environ 4 km sur 800 mètres), se trouve dans l'arrondissement de Manhattan, à New York, dans l'État de New York. Il est géré par la Central Park Conservancy (comité de sauvegarde de Central Park), qui dispose d'un budget annuel de 200 millions de dollars, et est entretenu au même titre que les autres espaces verts de la ville par le New York City Department of Parks and Recreation (DPR).
Achevé en 1873 après seize années de travaux, selon les plans de Frederick Law Olmsted et Calvert Vaux, Central Park est devenu un véritable espace de nature au cœur de la forêt de gratte-ciel de Manhattan.  même s'il est situé au nord de l'île où les édifices étaient un peu moins élevés jusqu'aux années 2020. Il est délimité par la 110e rue au nord, la 8e avenue à l'ouest, la 59e rue au sud et la 5e avenue à l'est. Ces rues sont respectivement baptisées Central Park North, Central Park West et Central Park South, et le parc est encadré par deux quartiers résidentiels : l'Upper East Side (à l'est) et l'Upper West Side (à l'ouest). Avec 37,5 millions de visiteurs par an, Central Park est le parc le plus visité aux États-Unis.
Son aspect naturel est le résultat d'un important travail paysager : le parc contient plusieurs lacs artificiels (dont le plus important, le Jacqueline Kennedy Onassis Reservoir, s'étend sur 0,43 km2), des chemins piétonniers, deux pistes de patinage sur glace, une zone de protection de la vie sauvage et des pelouses pour pratiquer sports et jeux de plein air. Le parc est en outre un « sanctuaire » pour les oiseaux migrateurs, où de nombreux observateurs ou visiteurs viennent les découvrir. Une route de 9,7 km de long, relativement peu fréquentée par les automobilistes, entoure le parc. Elle peut être empruntée par les piétons, les coureurs de fond, les cyclistes ou encore les adeptes du roller, lorsque la circulation automobile y est interdite.

## Histoire

### Projet et contexte

#### Nécessité d'un grand espace vert
Central Park est le premier grand parc public à avoir été aménagé dans une ville américaine. Le projet d'un grand espace vert situé au cœur de New York ne faisait pas partie du Commissioners' Plan de 1811, grand plan cadastral à l'origine du découpage actuel des rues. En 1830, New York devient la plus grande ville des États-Unis, avec environ 200 000 habitants. Vers 1850, la plupart des New-Yorkais résident au sud de la 38e rue dans des quartiers surpeuplés et bruyants et les habitants ne disposent que de quelques espaces verts aménagés à l'époque, bien souvent des cimetières, comme le cimetière de Green-Wood à Brooklyn.
Quand la ville de New York commence à s'étendre vers le Nord de l'île de Manhattan au XIXe siècle, plusieurs voix s'élèvent pour réclamer la création d'un espace de verdure, à l'image du bois de Boulogne à Paris (achevé en 1852) ou de Hyde Park à Londres. Parmi ceux qui réclament la construction d'un parc, on trouve le paysagiste Andrew Jackson Downing et des écrivains comme George Bancroft et Washington Irving. Le poète et journaliste du New Evening Post William Cullen Bryant, qui est l'un des soutiens du projet, exige ainsi que :
« La municipalité ouvre un parc, un grand parc, un vrai parc, qui, par le sain divertissement du peuple, l'éloigne de l'alcool, du jeu et des vices, pour l'éduquer aux bonnes mœurs et à l'ordre. »
Il propose alors en 1850 que la municipalité achète une parcelle qu'il qualifie de « terre en friche, laide et répugnante » sur laquelle le projet peut voir le jour.
En 1853, la législature de l'État de New York décide de son emplacement au-delà de la 42e rue, alors limite nord de New York. Les autorités statuent pour un espace de 2,8 km2 de la 59e rue à la 106e, entre la 5e et la 8e avenue, pour un coût de plus de 5 millions de dollars, pour l'achat du seul terrain.

#### Développement du projet

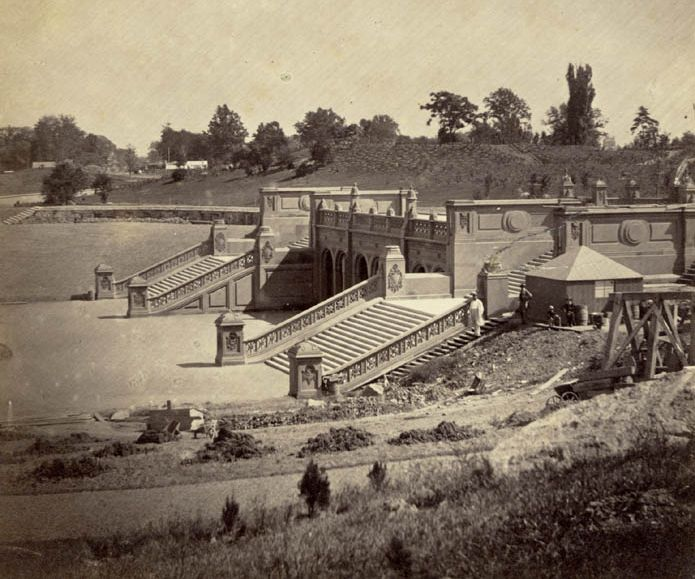
Central Park pendant son aménagement.
Photographie de Victor Prevost, 1862.

L'État nomma ainsi la Central Park Commission (commission de Central Park) chargée de superviser l'aménagement de l'espace vert. En 1857, un concours fut organisé pour dessiner les plans du parc, et c'est le projet du Greensward Plan de l'écrivain Frederick Law Olmsted et de l'architecte britannique Calvert Vaux qui fut retenu. Selon Olmsted, le parc devait être « d'une importance capitale en tant que premier véritable parc du siècle, et un développement démocratique de la plus grande importance ». Ce point de vue d'Olmsted était sans doute dû à ses nombreux voyages en Europe au cours des années 1850, durant lesquels il avait visité de nombreux parcs et avait été très impressionné par le Birkenhead Park du Wirral, ouvert en 1847, et qui fut le premier parc public totalement construit au monde. L'arrangement sculptural revint à Jacob Wrey Mould, et Andrew Haswell Green devint le président de la commission de Central Park en 1857, poste qu'il occupa jusqu'en 1871. En dépit de son manque d'expérience (il avait une formation en droit), il joua un grand rôle dans l'aménagement du parc new-yorkais : en 1858, il négocia l'acquisition de 26 hectares supplémentaires pour développer le projet d'origine. Grâce à lui, Central Park s'agrandit vers le nord, jusqu'au niveau de la 110e rue, alors que le parc ne devait pas dépasser la 106e rue à l'origine.

#### Aménagement du terrain

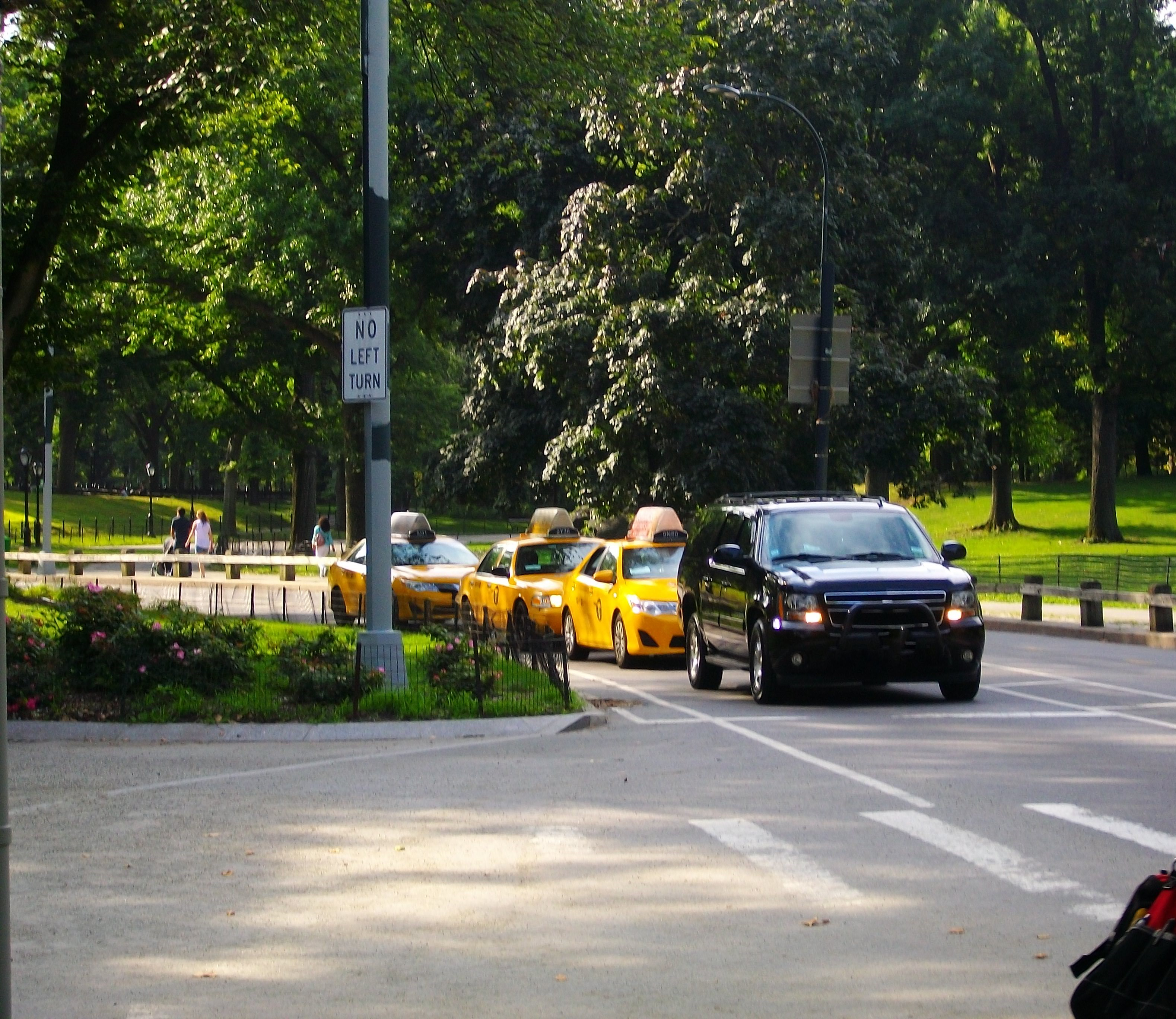
L'une des routes traversant Central Park.

Vers 1850, le terrain désigné était recouvert de marécages, parsemé de gros rochers et occupé par de nombreux squatteurs, qui élevaient notamment des chèvres et des cochons, et qui utilisaient parfois l'espace comme une décharge. Les premiers travaux ne commencèrent en conséquence qu'en 1857, date à laquelle Olmsted fut nommé surintendant de Central Park. Ils durèrent au total dix-neuf ans (le 150e anniversaire du parc fut célébré en 2003). Il fallut ainsi détruire 300 000 mètres cubes de rochers à l'explosif, drainer le terrain marécageux et apporter trois millions de mètres cubes de terre. 1 500 ouvriers travaillèrent quatorze heures par jour afin de planter quelque 500 000 arbres. Le chantier, terminé en 1869, coûta la vie à cinq travailleurs et les travaux de construction et de terrassement de Central Park coûtèrent l'équivalent de 500 millions de dollars actuels.
La construction du parc posait aussi le problème de l'évacuation des différents habitants du lieu de construction du parc, qui étaient pour la plupart assez pauvres avec une majorité d'immigrés d'origine irlandaise et allemande. La plupart d'entre eux vivaient dans de petits villages avant que Manhattan ne soit totalement urbanisée ; parmi ces villages, on retrouvait Seneca Village, Harsenville, le Piggery District ou encore the Convent of the Sisters of Charity (couvent des Filles de la Charité). Ce furent ainsi quelque 1 600 personnes qui furent expulsées au nom d'une expropriation pour cause d'utilité publique, en 1857 : les villages furent rasés pour laisser place au futur parc.

### Conception du parc

#### Les grands traits de la construction

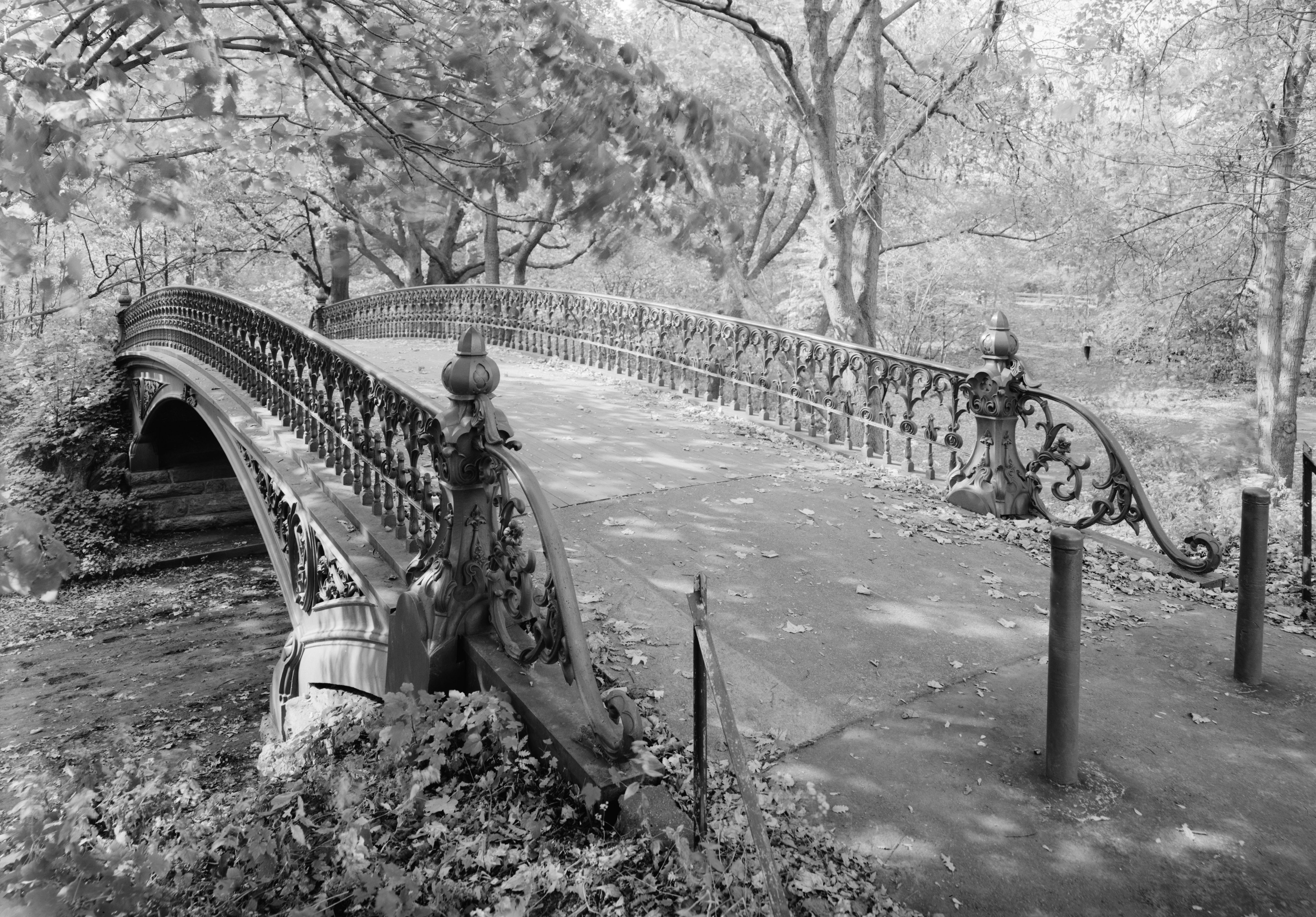
L'un des trente-six ponts de Central Park, dans un style néogothique métallique (1984).

Le projet de Calvert était « une célébration de la monumentale nature américaine, conçue pour être accessible au plus grand nombre ». Les influences sont variées, inspirées notamment des cimetières paysagers (celui du Mont Auburn à Cambridge, Massachusetts ou celui de Green-Wood à Brooklyn), idylliques et naturalistes. Les paysagistes du parc s'attachèrent à reproduire plusieurs tableaux : à l'est du parc, le paysage est celui de Kindred Spirits, œuvre d'Asher Durand qui exalte la beauté des forêts des montagnes Catskill, situées à une centaine de kilomètres au nord de la ville New York. Les œuvres de Jervis McEntee et Thomas Cole inspirèrent la Bethesda Terrace.
La principale innovation dans la construction de Central Park était la séparation des voies de circulation entre piétons, cavaliers et véhicules de loisir, afin de permettre à tous les types d'habitants de la ville ou de touristes de circuler dans la ville en toute sécurité. Le trafic commercial utilise des routes entièrement cachées par des arbustes et des buissons, pour ne pas perturber l'impression de rusticité des lieux. Les voies transversales est-ouest sont enterrées sous le parc. Le parc est en outre pourvu de trente-six ponts construits par Vaux, tous uniques dans leur architecture, et construits avec du granit, du schiste ou bien dans un style plus néogothique en métal.

#### Olmsted et ses trois parties

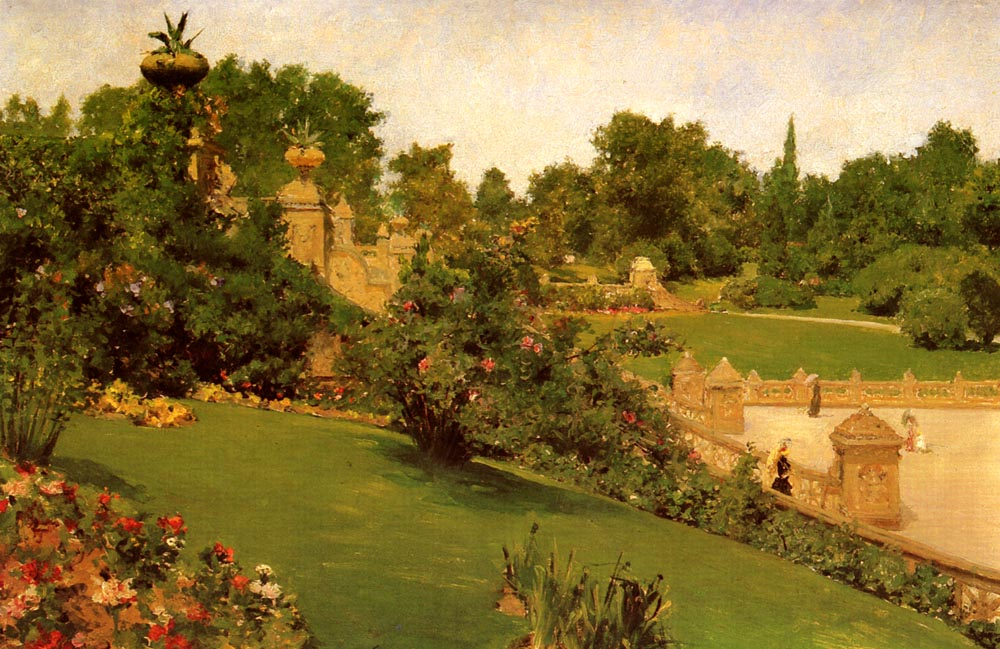
La William Merritt Terrace, en 1890.

L'objectif de Frederick Law Olmsted était de séparer son futur parc en trois parties. La première partie, « pastorale » devait rappeler, par ses grands espaces de verdure, les grandes plaines verdoyantes d'Angleterre. Une seconde partie, « pittoresque » devait affirmer le style choisi pour l'espace, alors que la troisième section, « formelle » accueillerait une fontaine, un plan d'eau ou un belvédère susceptible de devenir un lieu de rassemblement.
Pendant la construction du parc, Olmsted fut en constant désaccord avec les membres de la Central Park Commission, dont la plupart étaient affiliés au Tammany Hall, organisme informel démocrate. En 1860, il fut ainsi évincé de son poste de Superintendant de Central Park et remplacé par Andrew Haswell Green, ancien président du New York City's Board of Education, qui fut nommé président de la commission. Malgré son expérience relativement limitée, ce dernier parvint à accélérer la construction et à négocier l'acquisition de la parcelle additionnelle de 26 hectares, au nord du parc. Le rôle d'Olmsted diminua ainsi dans la construction, et il travailla alors à la réalisation du Prospect Park, à Brooklyn.

### Évolution et déclin du parc

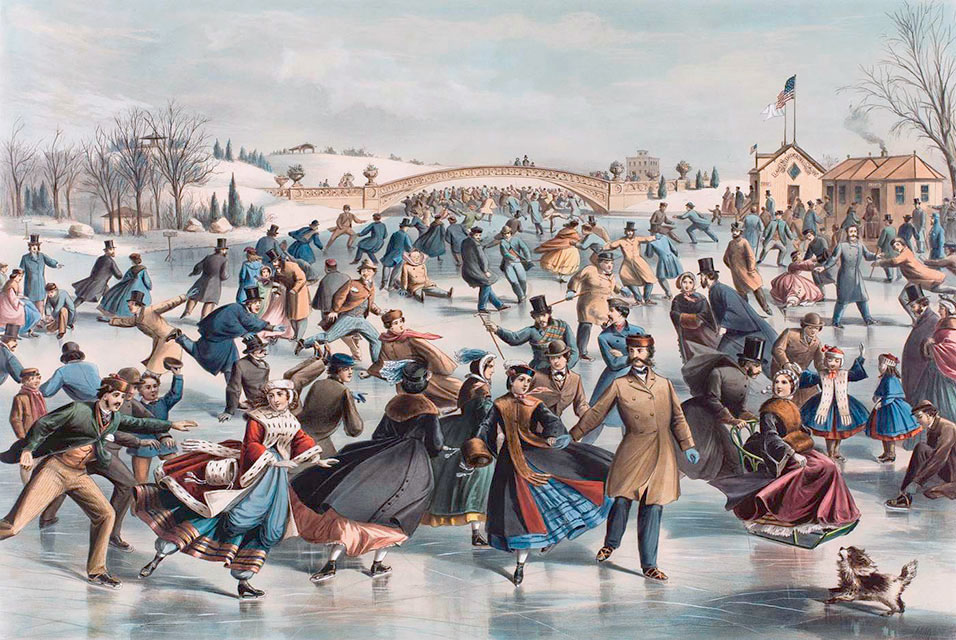
Patinoire dans Central Park, 1869.

Central Park devint après son aménagement l'un des centres d'activités et de loisirs favori des New-Yorkais : à la fin du XIXe siècle, il était un lieu de parade. Le zoo de Central Park ouvrit ses portes dans ce contexte en 1864 ; il est d'ailleurs le plus ancien du pays. En 1880, le Metropolitan Museum of Art, dessiné par l'architecte Richard Morris Hunt, s'installa à l'est du parc. Mais Central Park a très rapidement connu des difficultés, notamment du fait du désintérêt du Tammany Hall, parti informel à tendance démocrate très influent à New York de la fin du XVIIIe siècle aux années 1960.
Le début du XXe siècle fut également marqué par l'apparition de nouveaux défis pour le parc. L'invention puis le développement de l'automobile conduisirent à un changement de mentalités, offrant aux habitants de la ville davantage de possibilités d'évasion, et donc à un désamour pour le parc. Central Park devint alors davantage un lieu de rencontres sportives, ou un lieu récréatif, avec une altération de sa qualité de poumon de « Big Apple » originelle. La dissolution de la Central Park Commission après le départ de Andrew Haswell Green en 1870 et la mort de Calvert Vaux, père du projet, en 1895 accélérèrent le déclin du parc, dont la maintenance n'était plus que sommairement assurée. Les arbres morts ne furent progressivement plus remplacés, et les buissons et autres plantes commencèrent à envahir les anciens grands espaces de verdure. Pendant plusieurs décennies, les autorités ne firent rien pour protéger le parc d'un vandalisme grandissant, ainsi que de l'amoncellement des ordures, dans ce qui devenait progressivement un dépotoir public.

### AuXXesiècle

#### Central Park et la Grande Dépression
La ville de New York fut frappée de plein fouet par la crise de 1929 qui se manifesta à Wall Street. Les laissés-pour-compte de la Grande Dépression vinrent alors progressivement s'abriter dans l'ancien espace vert. L'ancien réservoir du Belvédère devint même un véritable bidonville, baptisé de manière ironique Hooverville en référence au président Herbert Hoover, à la tête du pays de 1929 à 1933, et désigné comme le grand responsable de la crise.
En 1934, le républicain Fiorello La Guardia fut élu maire de New York, en pleine période de crise. Il arriva alors dans une ville dévastée et entreprit une vaste politique de reconstruction. Le renouveau de Central Park faisait partie de ses objectifs, même si la situation du parc était désastreuse : les anciennes grandes pelouses, non entretenues, étaient devenues de grands espaces de terre, parsemés par endroits de touffes de gazon et de mauvaises herbes ; lors des grosses chaleurs, le parc était recouvert de poussière, alors que pendant les périodes humides il était recouvert de boue. Les anciennes allées payèrent elles aussi le prix des années de friche, et les bancs qui les bordaient furent pour la plupart retournés et vandalisés.

#### Renouveau avec Robert Moses

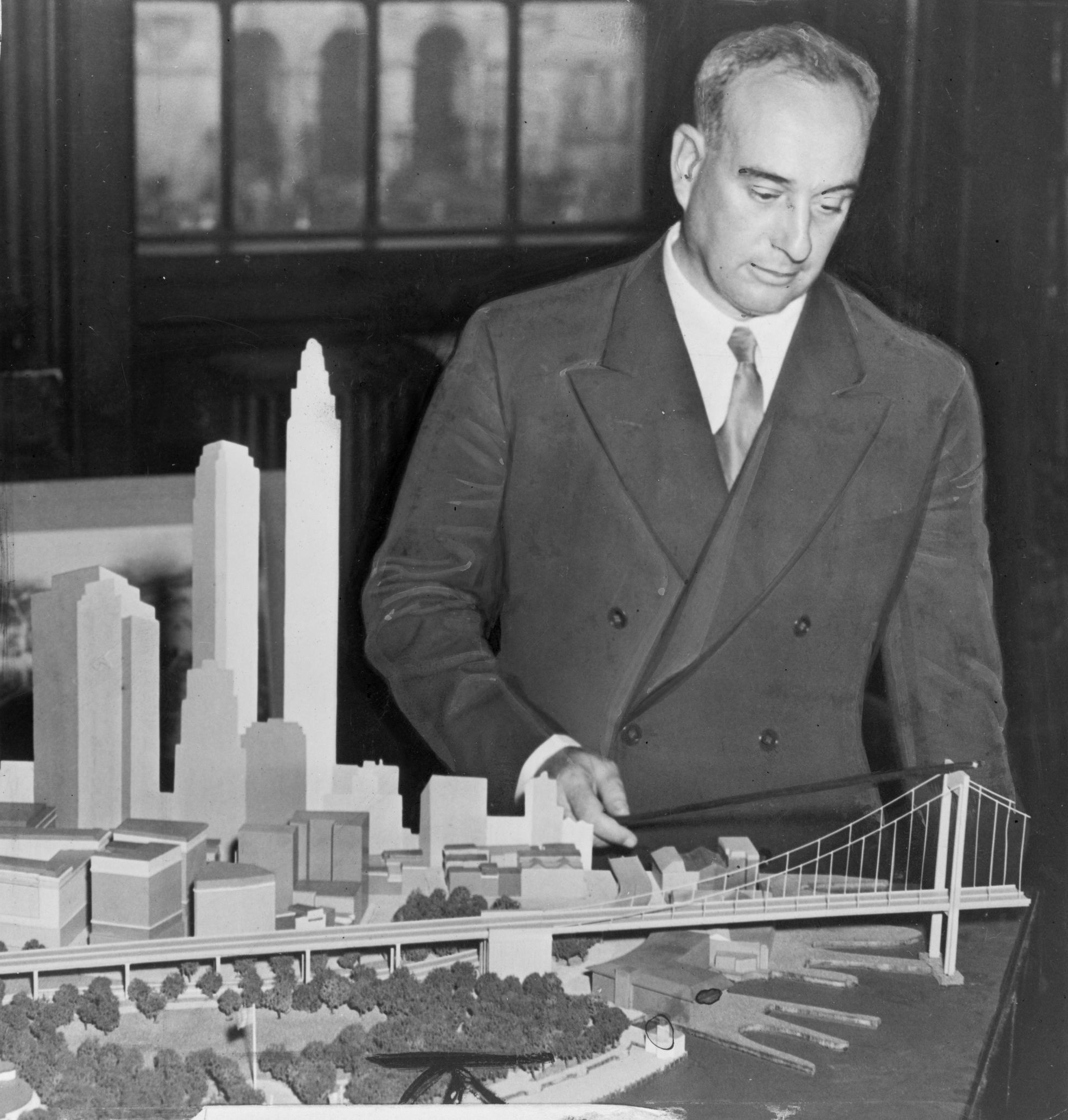
Robert Moses, présentant un projet lors de la phase de rénovation de New York. Moses fut un artisan majeur du renouveau de Central Park, après la crise de 1929.

Pour faire face à cette situation, qui ne touchait pas que Central Park mais la quasi-totalité des espaces verts de la ville, le nouveau maire commença par unifier les cinq départements responsables des parcs. Il confia alors à Robert Moses le soin de réhabiliter Central Park et d'autres jardins publics de l'agglomération. Moses souhaitait faire du parc un lieu destiné aux loisirs et aux sports. Il réussit à bénéficier du programme du New Deal de Roosevelt et obtint aussi l'apport d'un financement public. Il assura ainsi au parc une nouvelle jeunesse, sous la protection d'un puissant défenseur : la ville de New York et ses habitants.
En une seule année, Moses parvint à réhabiliter non seulement Central Park, mais aussi les autres espaces verts de la ville : les pelouses et des fleurs furent replantées, les arbres et les buissons morts remplacés, les murs et les ponts rénovés. Des changements majeurs furent même opérés dans le plan et la configuration du parc. Ainsi, l'ancien Croton Reservoir fut comblé pour aménager l'actuel Great Lawn (grande pelouse). Le projet originel de « Greensward Plan » de Frederick Law Olmsted et Calvert Vaux d'un espace idyllique se combina parfaitement avec les travaux de Robert Moses : dix-neuf terrains de jeu et douze terrains de baseball et de handball furent construits.

#### Années 1960 à 1980

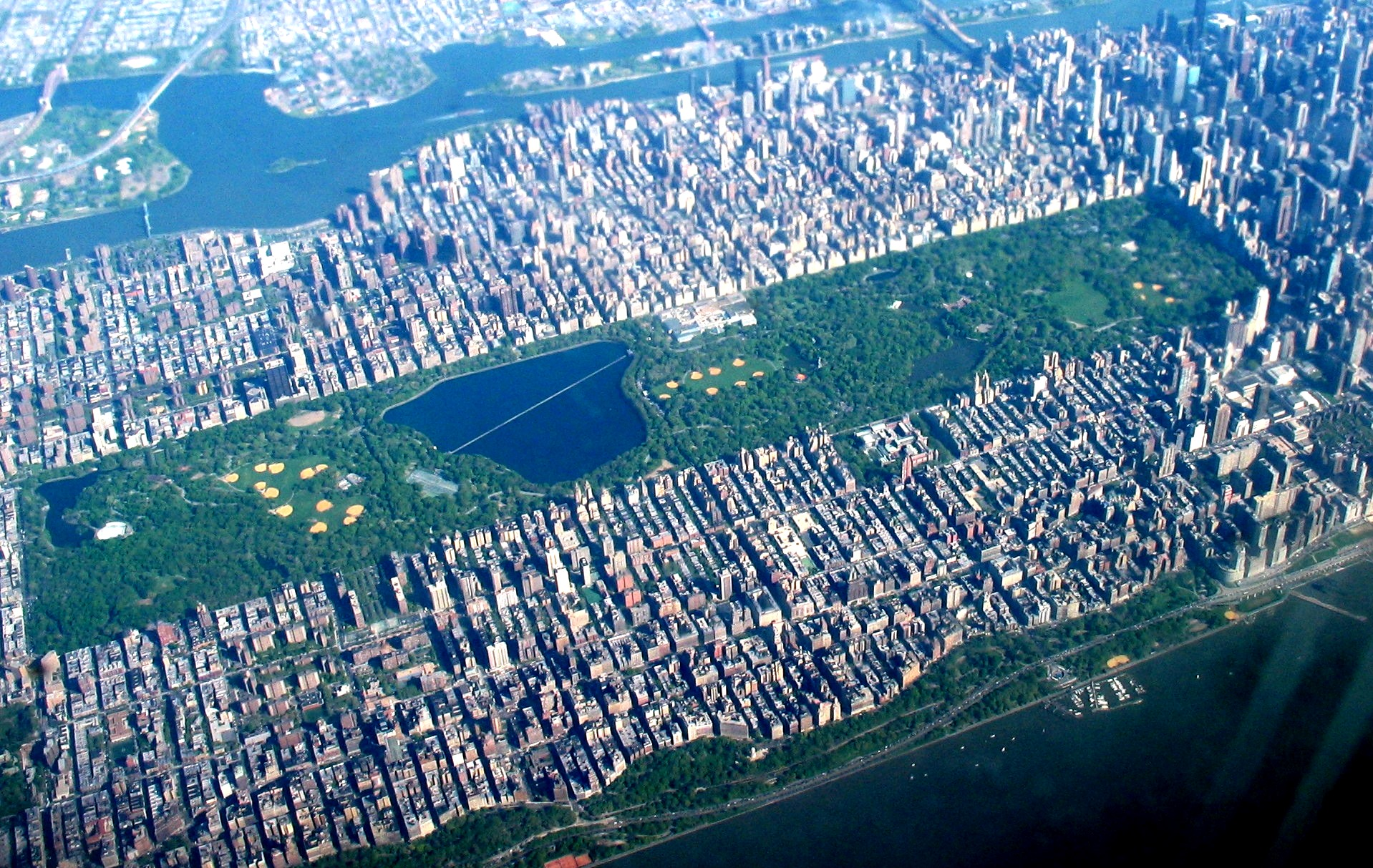
Central Park vu du ciel.

En 1960, Robert Moses quitta son poste de Park Commissioner. Après son départ, le parc connut à nouveau une période de dégradation. Personne ne fut en mesure de compenser cette perte, car Moses avait non seulement remis le parc en état, mais il avait aussi initié de nombreux autres projets, qui ne purent tous être achevés. Le nombre de crimes et délits ne cessa par la suite d'augmenter : vandalisme, dépôt d'ordures et graffitis se multiplièrent. Parallèlement, les financements se faisaient de plus en plus rares ; profitant de l'absence d'éclairage public et de surveillance, les gangs investirent progressivement les allées de Central Park.
Cependant, dans les années 1960-1970, Central Park demeurait un lieu de rassemblement des New-Yorkais pour la Saint-Sylvestre, les marches des pacifistes et des hippies : les manifestations contre la guerre du Viêt Nam se déroulèrent sur la Great Lawn et le Sheep Meadow, mais dans un Central Park dont l'état était proche de celui précédant les travaux de Moses.
Malgré tout, les manifestations persistèrent ; ainsi, le festival annuel Shakespeare in the Park fut fondé en 1962 et investit le Delacorte Theater. L'Orchestre philharmonique de New York et le Metropolitan Opera organisèrent des concerts estivaux sur la Great Lawn. Plusieurs concerts gigantesques y furent par la suite organisés comme celui de Barbra Streisand en 1967 (150 000 spectateurs) et celui de Simon and Garfunkel, qui rassembla 500 000 personnes en 1981.
Au milieu des années 1970, plusieurs associations firent pression sur le maire Edward Koch et le Commissioner de l'époque, Gordon Davis, afin de réformer l'administration du parc. Le Central Park Conservancy fut alors fondé en 1980, présidé par Bill Beinecke et administré par Betsy Barlow Rogers. L'association de riverains, dont Jacqueline Kennedy-Onassis faisait partie, se chargea de la restauration du parc et du retour de la sécurité. En une vingtaine d'années, 320 millions de dollars de donations privées permirent le financement des travaux.

#### Le parc depuis 1980

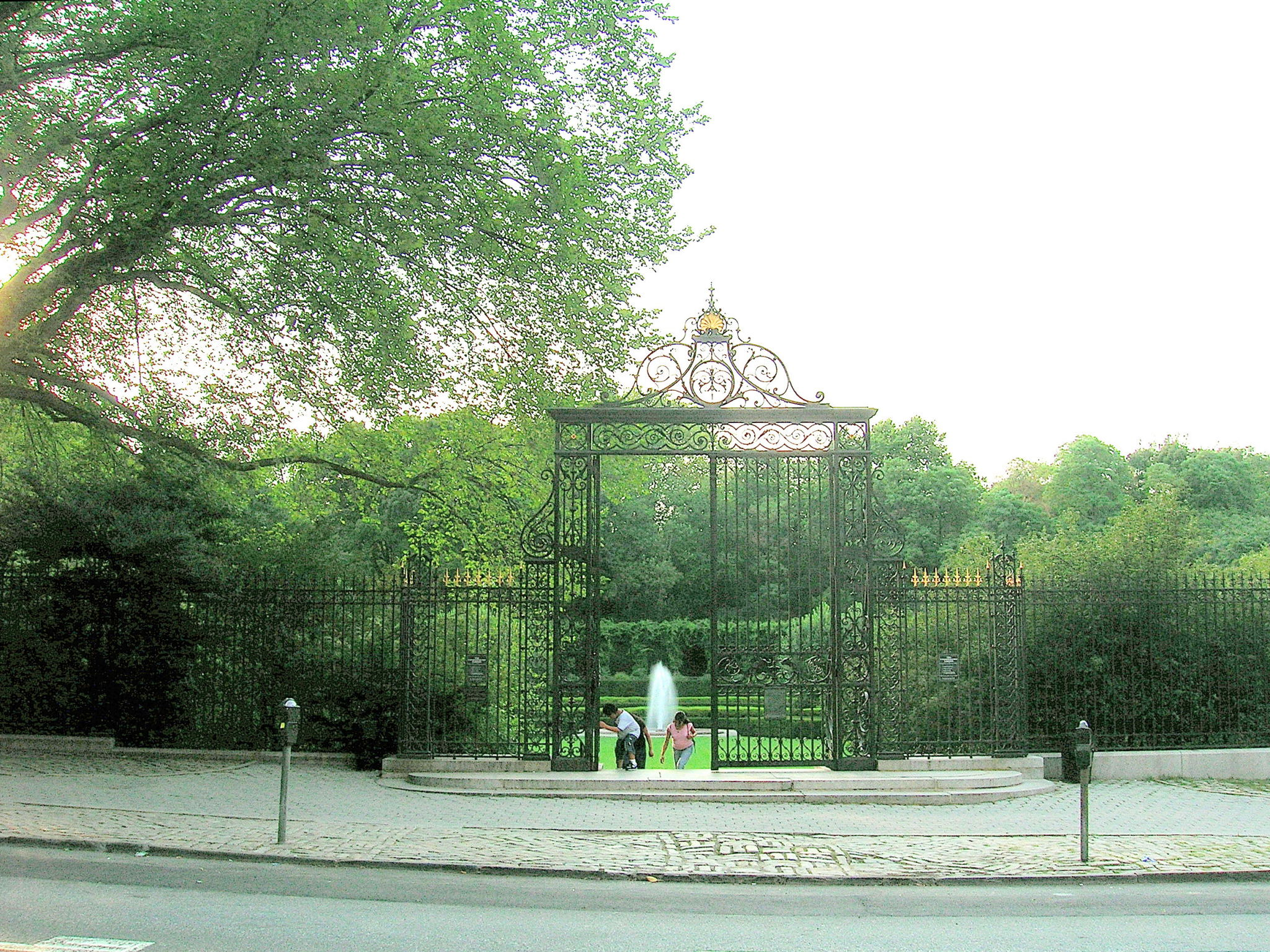
Central Park, redevenu un lieu verdoyant et accueillant.

Dès la formation du Central Park Conservancy, les fondateurs refusèrent de fonder une nouvelle organisation, en raison des coûts élevés que cela impliquerait. À la place, ils décidèrent de faire appel à des bénévoles, afin de sensibiliser les New-Yorkais, en leur faisant comprendre que le parc faisait partie de l'identité de la ville.
Le Central Park Conservancy coopéra avec le Park Commissioner du New York City Department of Parks and Recreation, en prenant toutes les responsabilités pour la maintenance et la restauration du parc, en publiant en 1981 un article intitulé Reconstruire Central Park pour les années 1980 et au-delà, point de départ d'une vaste politique de restauration.
L'article prévoyait trois tâches principales, jugées essentielles dans l'optique d'une restauration durable du parc. Dans un premier temps, l'héritage architectural du parc devait être restauré (non seulement le paysage et l'environnement, mais aussi les ponts, les bâtiments, et les diverses structures victimes de négligence pendant vingt années). En plus de cela, le texte prévoyait de ressemer du gazon et d'assurer un entretien égal de toutes les parties du parc. Le troisième objectif était d'améliorer la sécurité surtout la nuit, afin d'attirer davantage de touristes, dont l'attrait pour le parc avait été grandement altéré par l'insécurité croissante qui y régnait.
Au fil des années, de nombreuses structures furent restaurées, après de nombreuses heures de bénévolat. En 2004, 32 000 heures de travail furent recensées, en particulier pour les travaux de restauration du Heckscher playground, espace de 12 hectares comprenant un bâtiment, plusieurs espaces de pelouse, ainsi que des affleurements rocheux. En 1995, ce fut au tour de la Great Lawn de bénéficier du Central Park Conservancy qui lui redonna son éclat.

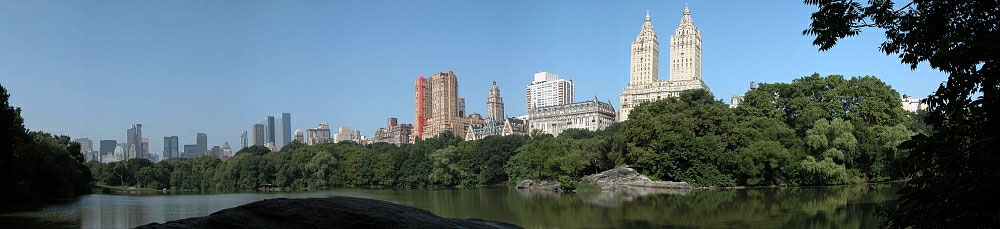
Central Park en 2004, avec en arrière-plan les gratte-ciel de la Upper West Side, où l'on aperçoit les San Remo Apartments, et le Dakota Building.

## Éléments de Central Park

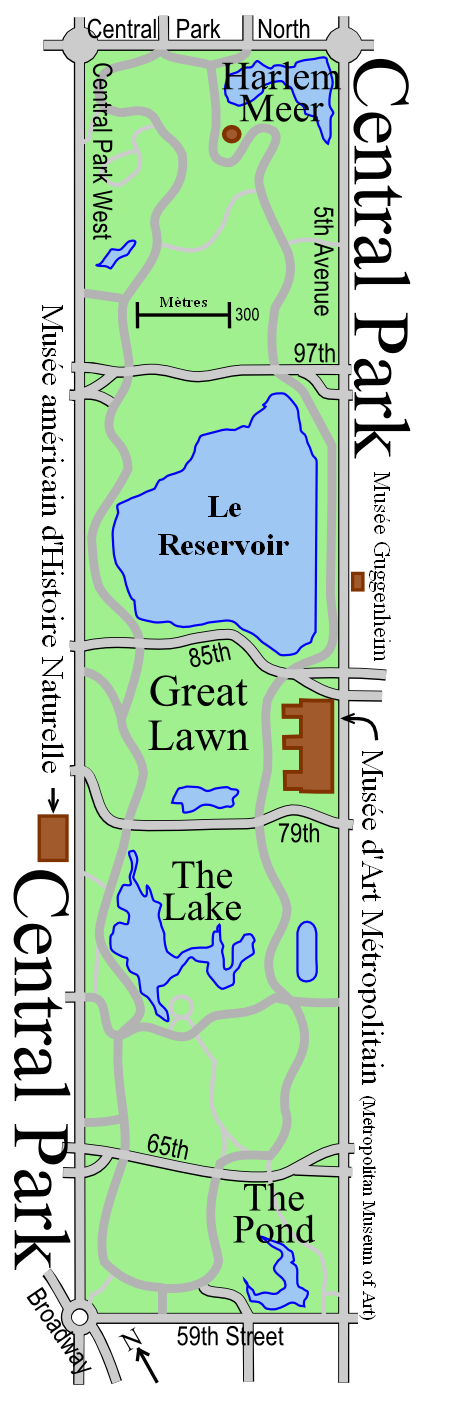
Le plan de Central Park.

### Prairies et jardins

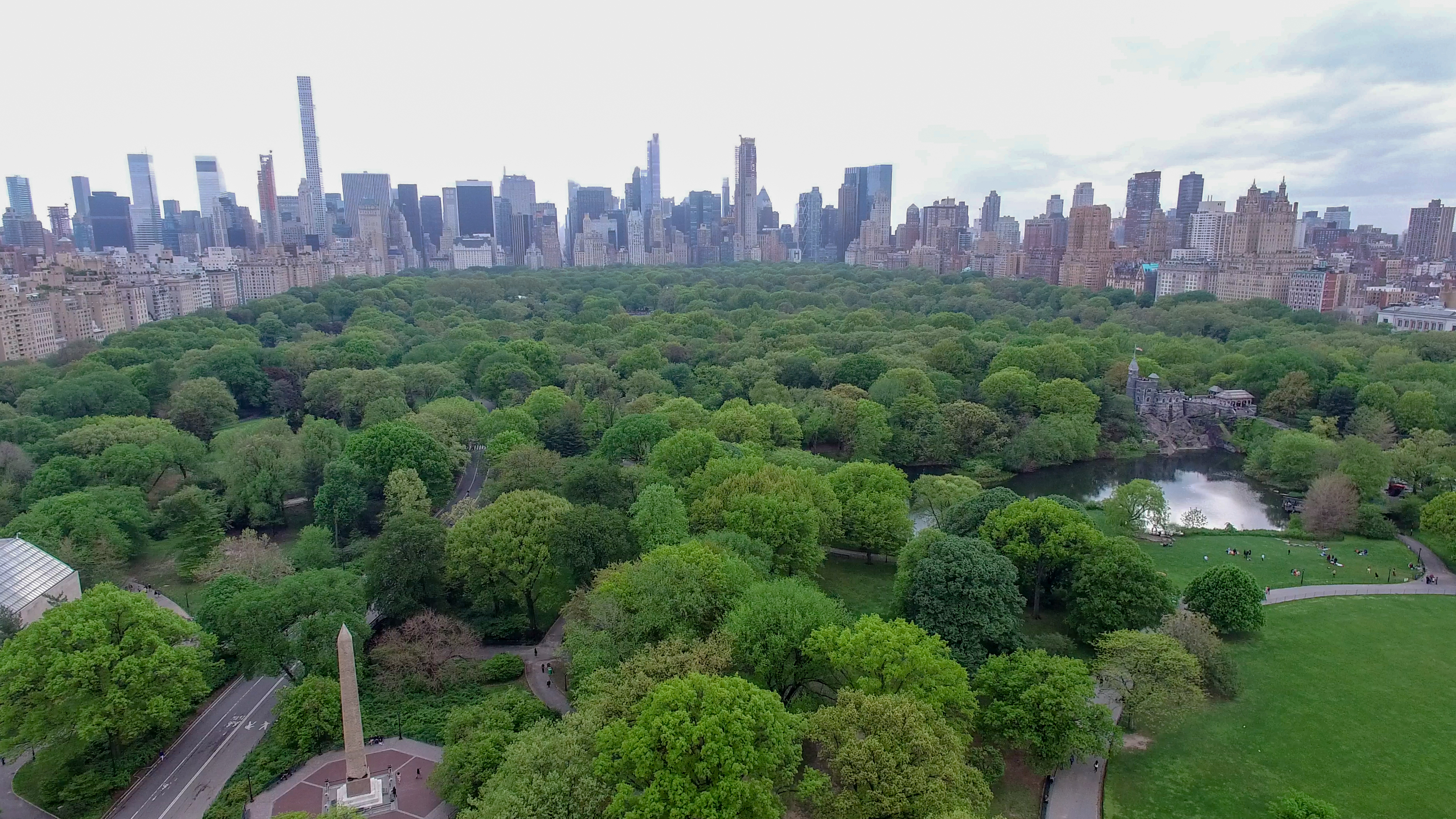
Vue en direction du sud.

Central Park est composé de plusieurs grands espaces de pelouse, sur lesquels les touristes, et les New-Yorkais, ont l'habitude de venir passer leur temps libre. Mais le parc est aussi jalonné de jardins. Le plus grand espace de pelouse du parc est la Great Lawn (littéralement grande pelouse) qui est située au cœur de Central Park, au niveau du Metropolitan Museum of Art, et de l'American Museum of Natural History, deux des musées les plus célèbres de la ville. La Great Lawn, très fréquemment photographiée occupée de centaines de personnes, reprend la majeure partie de l'espace rectangulaire autrefois recouvert par le Lower Reservoir, d'une surface de quatorze hectares.
Au niveau de la 72e rue, c'est-à-dire en face du Dakota Building, le Strawberry Fields Monument, rend honneur au chanteur des Beatles John Lennon, assassiné à proximité de cet immeuble par un déséquilibré nommé Mark David Chapman, le 8 décembre 1980. Le Strawberry Fields fut inauguré le jour de l'anniversaire de John Lennon, le 9 octobre 1985, en présence de sa veuve Yoko Ono, qui avait pris en charge le projet à hauteur d'un million de dollars.
Le sud-est du parc abrite en outre le Central Park Zoo, administré par la Wildlife Conservation Society. Ce dernier est divisé en trois zones climatiques, dont l'une reconstitue une forêt tropicale humide. Le zoo abrite plus de cent espèces différentes. Le Conservatory Garden, jardin botanique dessiné par Gilmore D. Clarke est quant à lui situé au nord du parc. Son entrée se trouve sur la 5e avenue, au niveau de la 105e rue. En outre, depuis 1916, le Shakespeare Garden, inauguré trois siècles après la mort de l'écrivain abrite les différentes espèces végétales qui apparaissent dans ses pièces.
Eugène Achilles Baumann (1817-1869), descendant des frères Baumann de Bollwiller (France), des pépinières Baumann, s'installe en Amérique et participe à la planification et à l'aménagement de Central Park. Il créera une pépinière dans le New Jersey à Rahway, restée dans la même famille jusque dans les années 1970.

### Plans d'eau
Central Park abrite plusieurs plans d'eau, allant du simple étang au véritable lac artificiel. Le principal plan d'eau de Central Park est le Reservoir, qui porte le nom de Jacqueline Kennedy-Onassis reservoir depuis 1994. Sa construction s'est étalée de 1858 à 1862 et il couvre un espace compris entre la 86e rue et la 96e rue. D'une superficie de 42,9 hectares, il atteint par endroits une profondeur de plus de douze mètres, et contient plusieurs milliards de litres d'eau. Le Reservoir est surtout connu des New-Yorkais pour la piste de jogging de 2,54 km qui l'entoure, et qui accueille chaque jour des milliers de sportifs qui en font le tour.

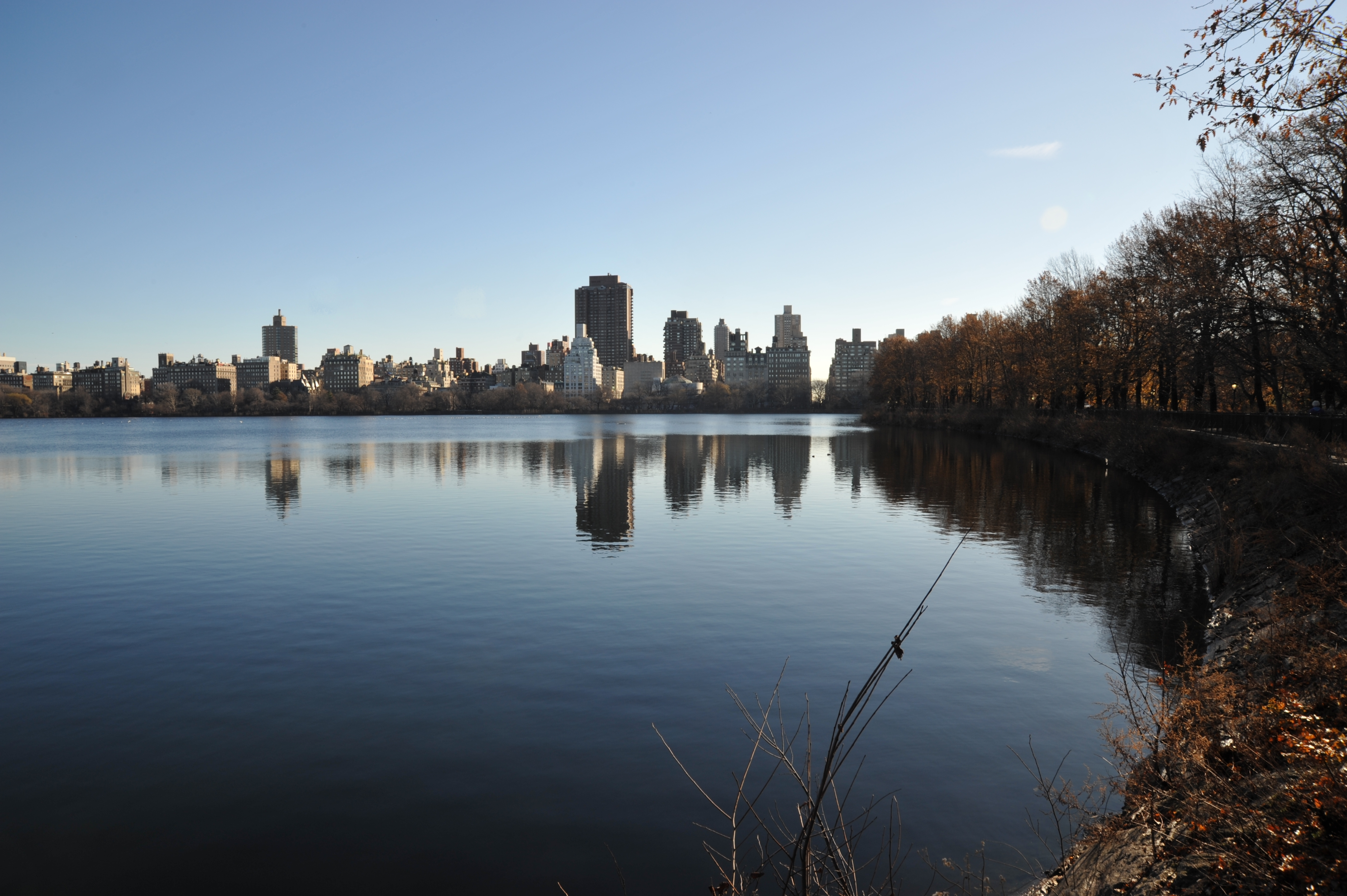
Le Reservoir de Central Park.
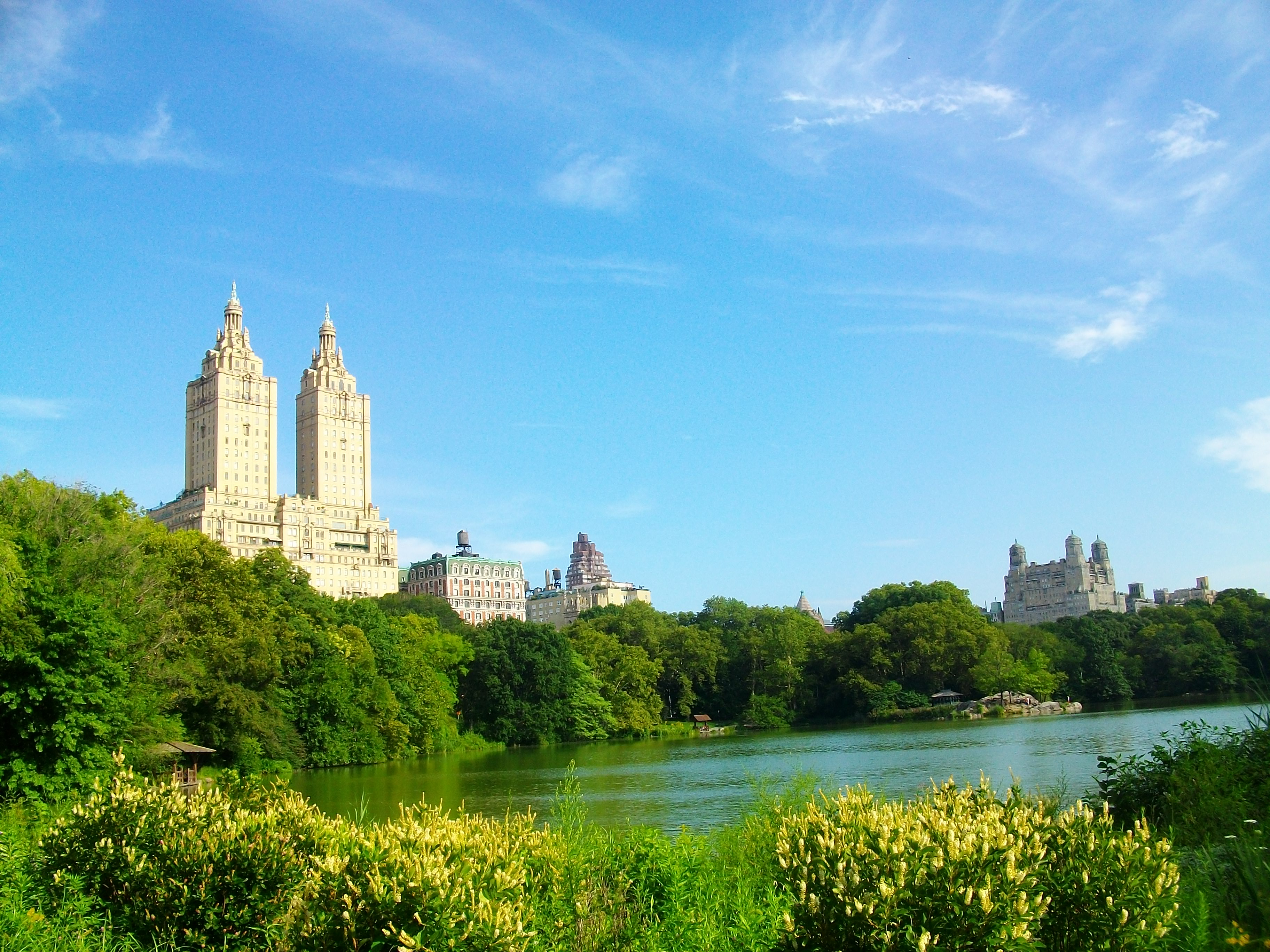
Vue depuis Central Park sur les San Remo Apartments.
Panorama du Central Park depuis Harlem Meer. Octobre 2016.

Le Reservoir est de loin le plus grand plan d'eau de Central Park, devant trois autres lacs artificiels. Au sud de la Great Lawn, The Lake s'étend sur près de 7,3 hectares. Construit sur un ancien marécage, il avait été imaginé par Olmsted et Vaux pour accueillir des bateaux en été, et des patineurs sur glace en hiver. The Lake fut ainsi ouvert aux patineurs en décembre 1858, alors que le reste du parc était encore en construction. À l'extrême nord-est du parc, au niveau de la 110e rue, la Harlem Meer (lac de Harlem en néerlandais, baptisé en l'honneur de l'une des premières communautés établies dans la région) s'étend sur près de 4,5 hectares. Très boisé, le lac, entouré de chênes, de cyprès et de hêtres, n'a été construit qu'après l'achèvement du sud du parc. Harlem Meer possède en outre la particularité d'autoriser les visiteurs à pêcher, à condition de relâcher les poissons par la suite. Enfin le troisième principal plan d'eau est situé au coin sud-est. Il s'agit du Pond (littéralement la mare), d'une superficie de 1,4 hectare. Le Pond, dont la forme rappelle celle d'une virgule, est situé au niveau de l'entrée la plus empruntée de Central Park, sous le niveau de la mer, ce qui permet d'atténuer les différents bruits de la ville, et de générer une atmosphère de calme saisissante en plein cœur de New York.

### Bâtiments et monuments

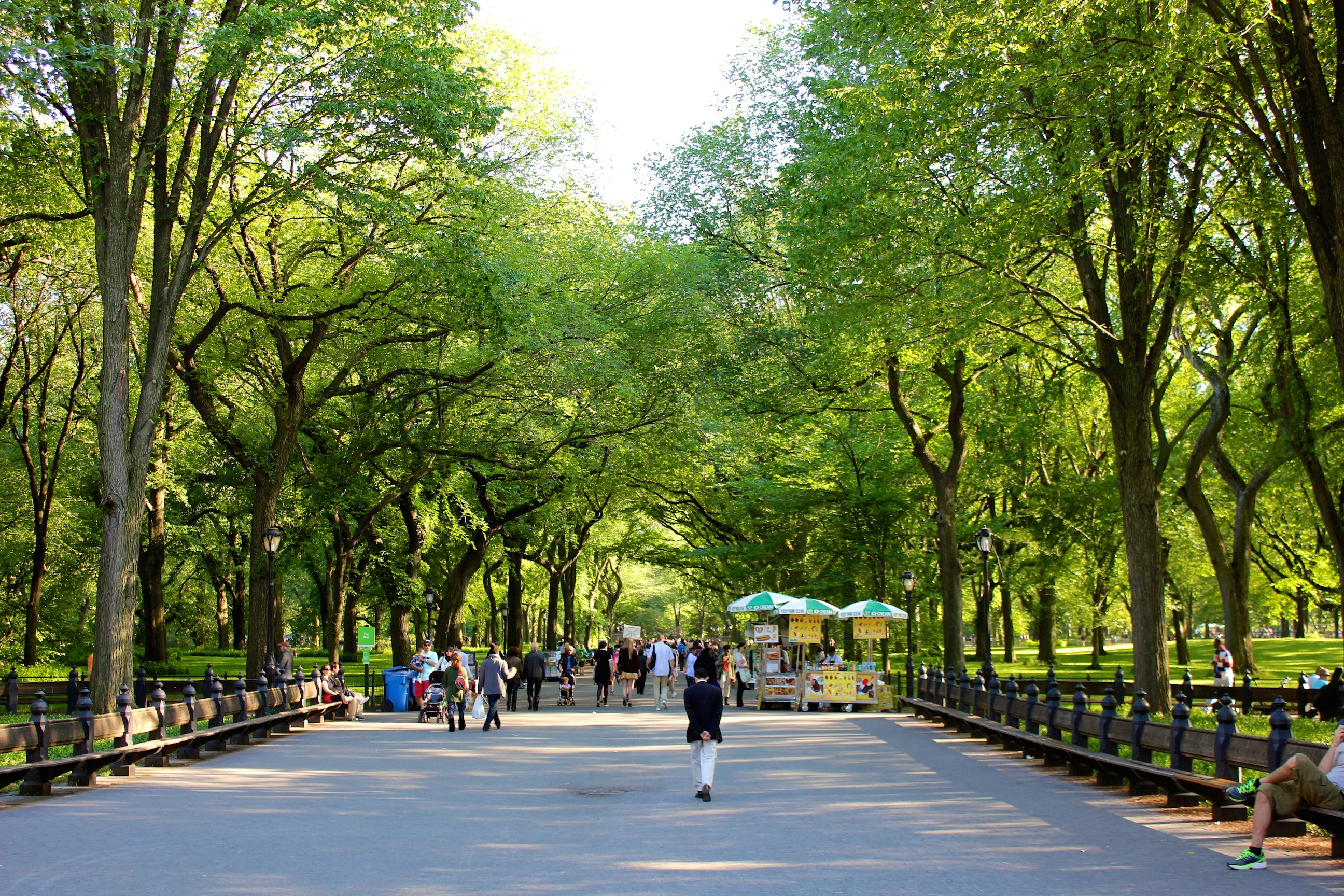
Balade dans le parc.

Plusieurs constructions, plus ou moins importantes et plus ou moins célèbres, jalonnent Central Park :
- La plus importante d'entre elles est le Belvedere Castle, situé sur le Vista Rock. Il s'agit d'un véritable château, construit dans un style écossais en 1869. Le bâtiment accueille aujourd'hui des installations de l'observatoire météorologique de New York, mais il est également très prisé des touristes en raison du panorama à 360 degrés qu'il offre sur le parc et ses environs. En outre, à l'intérieur du château, le Henry Luce Nature Observatory offre un échantillon de la faune et de la flore présentes dans le parc[20] ;
- La fontaine Bethesda, située sur la Bethesda Terrace au-dessus du The Ramble et The Lake ;
- Le mémorial Strawberry Fields, dédié à la mémoire du musicien John Lennon.

Bow Bridge à Central Park. Février 2023.

## Événements

### Sport

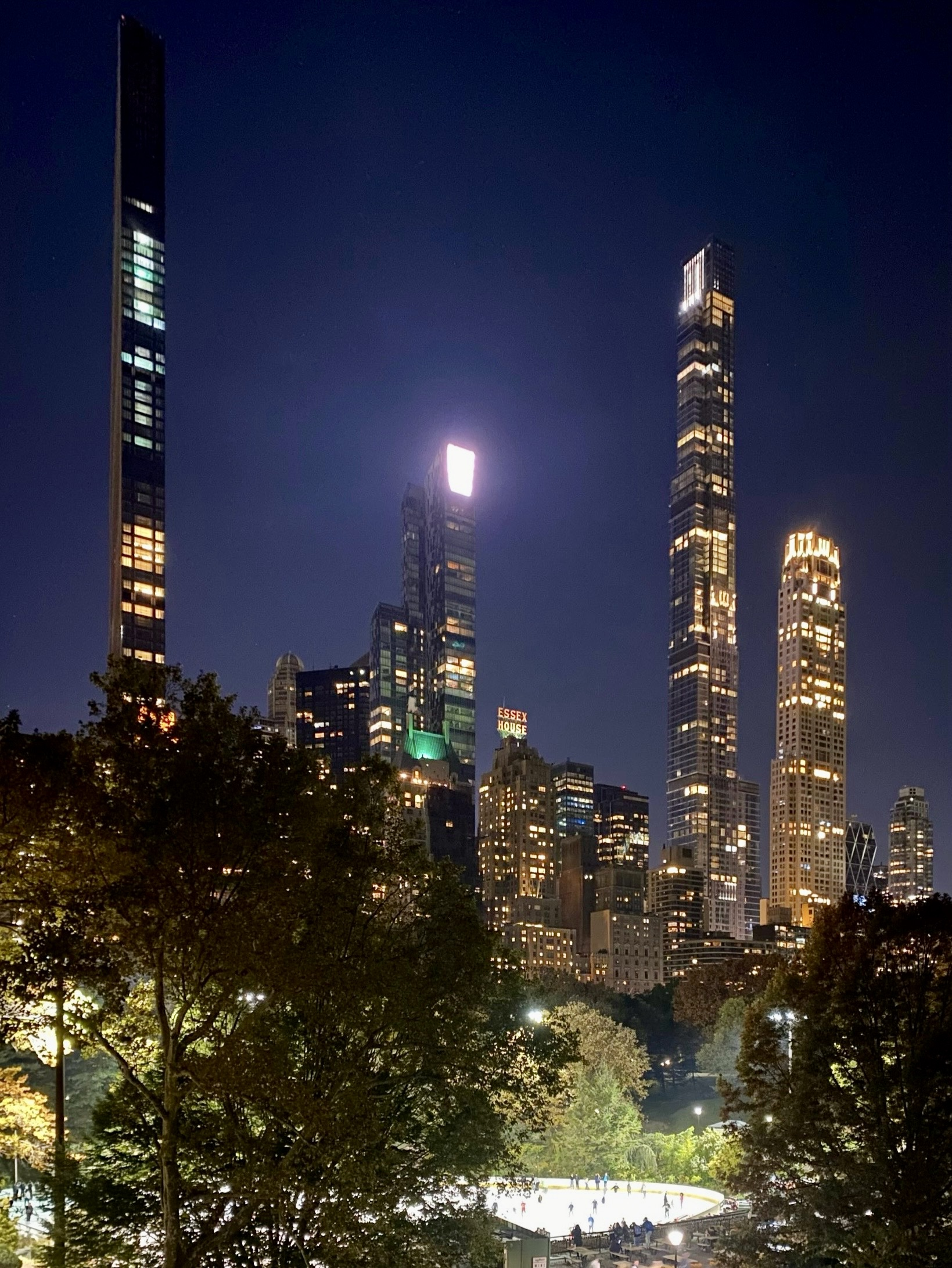
Patinoire Wollman.

Central Park est un lieu très apprécié des sportifs. Le périmètre du parc est de 9,65 kilomètres, et de nombreuses pistes à l'intérieur du parc (la West Drive, l'East Drive, et surtout la Reservoir Running Track (piste de jogging du The Jacqueline Kennedy Onassis Reservoir), longue de 2,54 km) constituent un paradis pour les coureurs, cyclistes, et autres skaters. Des courses ont lieu quasiment tous les week-ends, la plupart étant organisées par les New York Road Runners, une association qui compte plus de 50 000 membres[réf. nécessaire] et est aussi responsable du Marathon de New York, qui s'achève d'ailleurs chaque année dans Central Park, au niveau du Tavern on the Green, autrefois un restaurant très prisé. Mais de nombreuses autres courses professionnelles sont organisées dans le parc chaque année. En outre, le parc a une longue tradition de lieu de pratique du patin à glace, et de l'équitation, cette dernière activité s'étant maintenue au cours des années grâce à la Claremont Riding Academy (académie d'équitation Claremont) fondée en 1892.

### Divertissement
L'orchestre philharmonique de New York donne un concert en plein air chaque été sur la pelouse du parc et le Metropolitan Opera y présente deux œuvres. Des concerts de musique pop y sont également organisés régulièrement. On peut citer la reformation médiatique du duo Simon et Garfunkel, le 19 septembre 1981, qui eut lieu dans le parc lors d'un concert gratuit auquel assistèrent plus de 500 000 spectateurs et qui donna lieu à un album live, The Concert in Central Park. Diana Ross y a également chanté en 1983.
Chaque été, le Théâtre Public y produit des représentations gratuites, qui mettent souvent en scène des comédiens de renom. Un grand nombre de pièces appartiennent au répertoire de William Shakespeare.

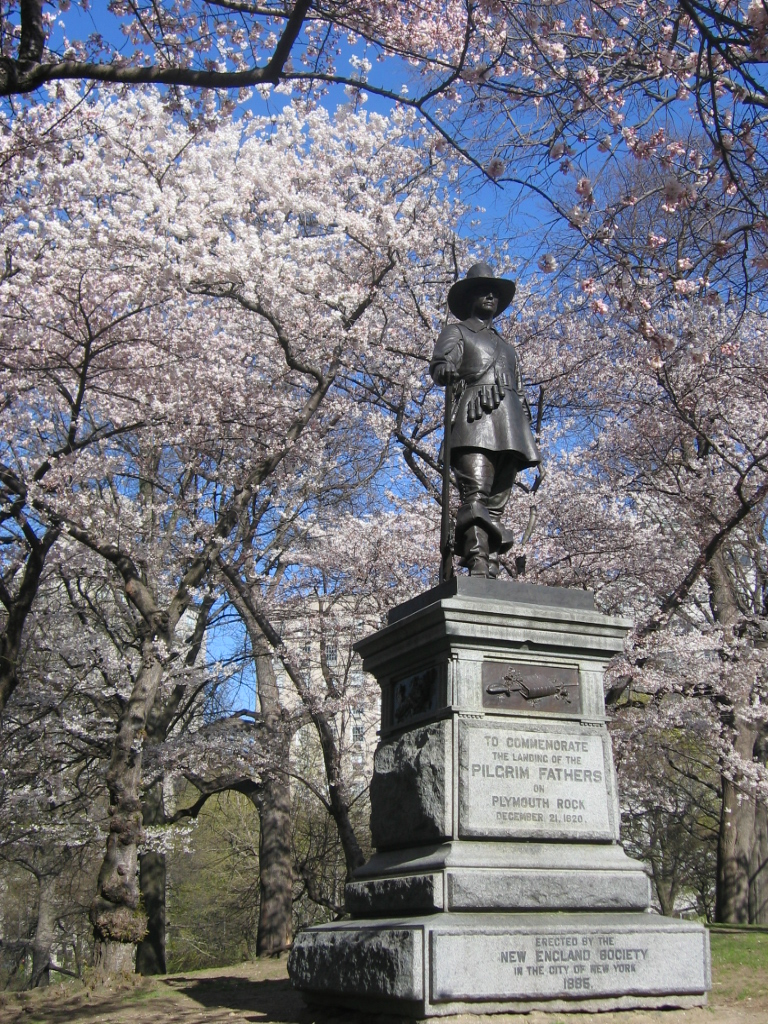
Statue d'un père pèlerin, 1885, Central Park.

De plus le Summerstage festival présente de juin à août de nombreux artistes du monde entier lors de concerts en plein air.
The Frick Collection, un musée d'art riche en peintures européennes du Moyen Âge au XIXe siècle et abritant des pièces de mobilier et des sculptures, se trouve juste à l'est de Central Park, sur la 70e rue. Au niveau de la 89e rue se trouve également le musée Guggenheim regroupant des collections d'art moderne et contemporain et présentant de prestigieuses expositions dans sa fameuse hélice centrale.

### Pour les enfants
En plus des 21 terrains de sport dont le parc est pourvu, Central Park propose de très nombreuses activités aux enfants, parmi lesquelles un théâtre de marionnettes situé dans le Swedish Cottage, reproduction d'une école suédoise typique du XIXe siècle. Le célèbre manège de Central Park est quant à lui ouvert depuis 1870.

## Faune et flore du parc

### Flore
Avec ses 341 hectares de verdure, Central Park représente le plus vaste espace vert de Manhattan. Il possède l'une des dernières plantations d'ormes américains dans le nord-est des États-Unis. Il y en a 1 700, protégés par leur isolement de la maladie de la graphiose, provoquée par un champignon parasite qui a ravagé la plupart des ormes américains depuis 1928. Le parc abrite un total de 250 000 arbres et buissons.

### Faune
Central Park est le point de départ de l'invasion des étourneaux, qui se sont répandus partout en Amérique du Nord. On estime qu'un individu sur quatre aux États-Unis trouve son origine à Central Park.
En 2002, une nouvelle espèce de mille-pattes est découverte dans le parc. Cet animal, un arthropode, mesure un peu plus d'un centimètre de long, ce qui en fait un des plus petits de sa catégorie[Quoi ?]. Il est appelé « Nannarrup hoffmani » en l'honneur de son découvreur ; il vit dans les feuillages en décomposition et se nourrit des débris organiques qui s'accumulent sous les arbres.
Le parc urbain accueille 270 espèces d'oiseaux et 14 espèces de mammifères (lapins, marmottes, écureuils, ratons laveurs...). Il se situe sur la route atlantique des oiseaux migrateurs qui s'y arrêtent. Le matin, à Turtle Pond, des hérons argentés peuvent être aperçus, et environ 80 000 poissons évoluent dans l'Harlem Meer.

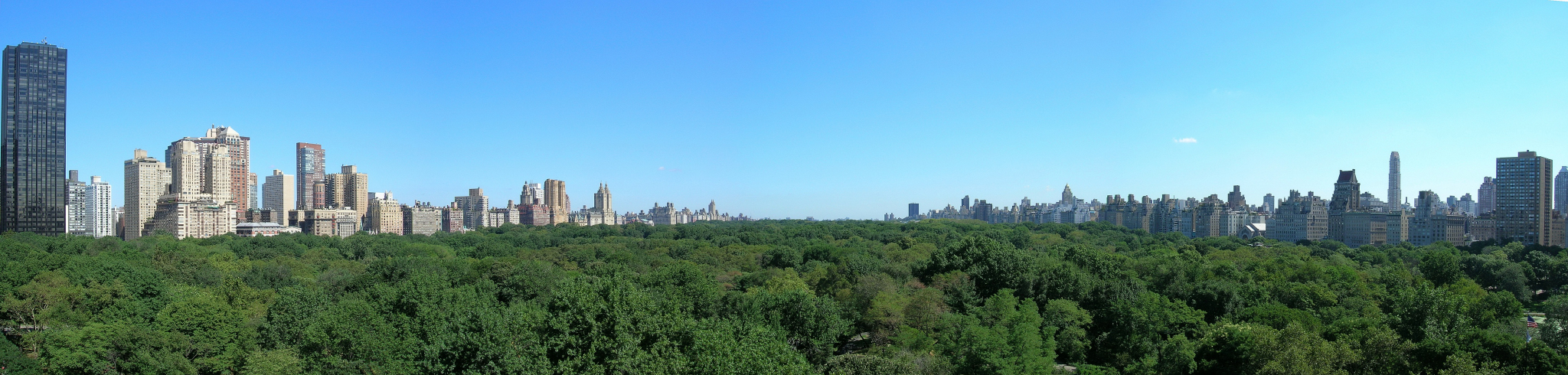
Central Park vu du sud.

## Criminalité

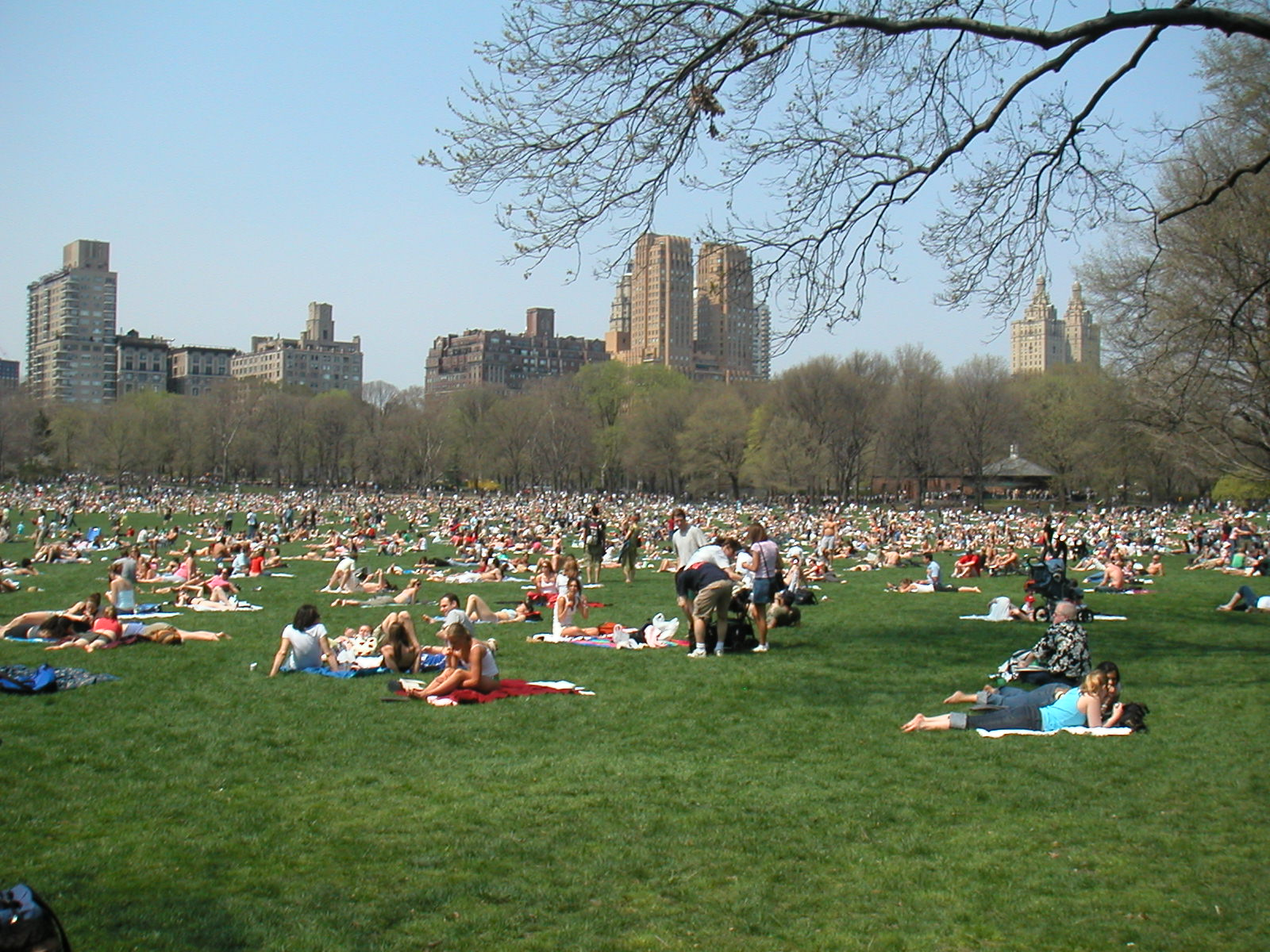
Central Park est très fréquenté par les New-Yorkais et les touristes, et était en 2005 l'un des parcs les plus sûrs au monde.

Bien qu'étant souvent considéré comme une oasis de tranquillité au cœur de « la ville qui ne dort jamais », Central Park a déjà été au cours de son histoire un lieu très dangereux, et en conséquence peu fréquentable, surtout après la tombée de la nuit. Il fut ainsi un lieu de tensions ethniques aux XIXe et XXe siècles. Le parc, comme la majorité des espaces verts de la ville, est beaucoup plus sûr depuis la fin des années 1990, notamment depuis la mise en application de la politique de tolérance zéro menée par Rudolph Giuliani, mais à une époque, il était réputé comme un lieu où les viols et les agressions diverses étaient fréquents. En 2005, le parc était ainsi devenu le parc urbain le plus sûr du monde[réf. nécessaire]. Toutefois, les guides touristiques déconseillent toujours de se promener dans les sentiers la nuit.
Afin d'assurer au mieux la sécurité des visiteurs, le parc possède aujourd'hui son propre département de police (qui emploie une centaine de policiers réguliers et de citoyens volontaires), rattaché au New York City Police Department (NYPD). Cependant, le parc n'est totalement surveillé que jusqu'à 21 heures. Depuis que le parc est redevenu un espace sûr pour les 25 millions de visiteurs annuels, la plupart des préjugés et des a priori se sont évanouis, et les mesures de sécurité renforcées depuis 2005 ont permis de maintenir la criminalité moyenne à moins d'une centaine d'actes par an, alors qu'on en dénombrait jusqu'à mille par an dans les années 1980. En outre, la plupart des agressions qui sont commises touchent à présent des personnes qui se connaissent déjà, alors que dans le passé, les agressions arbitraires étaient plus nombreuses.
Parmi les crimes les plus « célèbres » commis à Central Park, on peut citer celui de 1986, où une jeune fille fut assassinée au cours d'un Preppy Murder (ou meurtre BCBG), étranglée par son amant dans l'East Meadow, celui de 1997 où un adolescent poignarda un homme et jeta son cadavre dans la mare au sud du parc, ou encore celui de 1989 où une jeune femme fut retrouvée morte dans la Harlem Meer.

## Célébrités

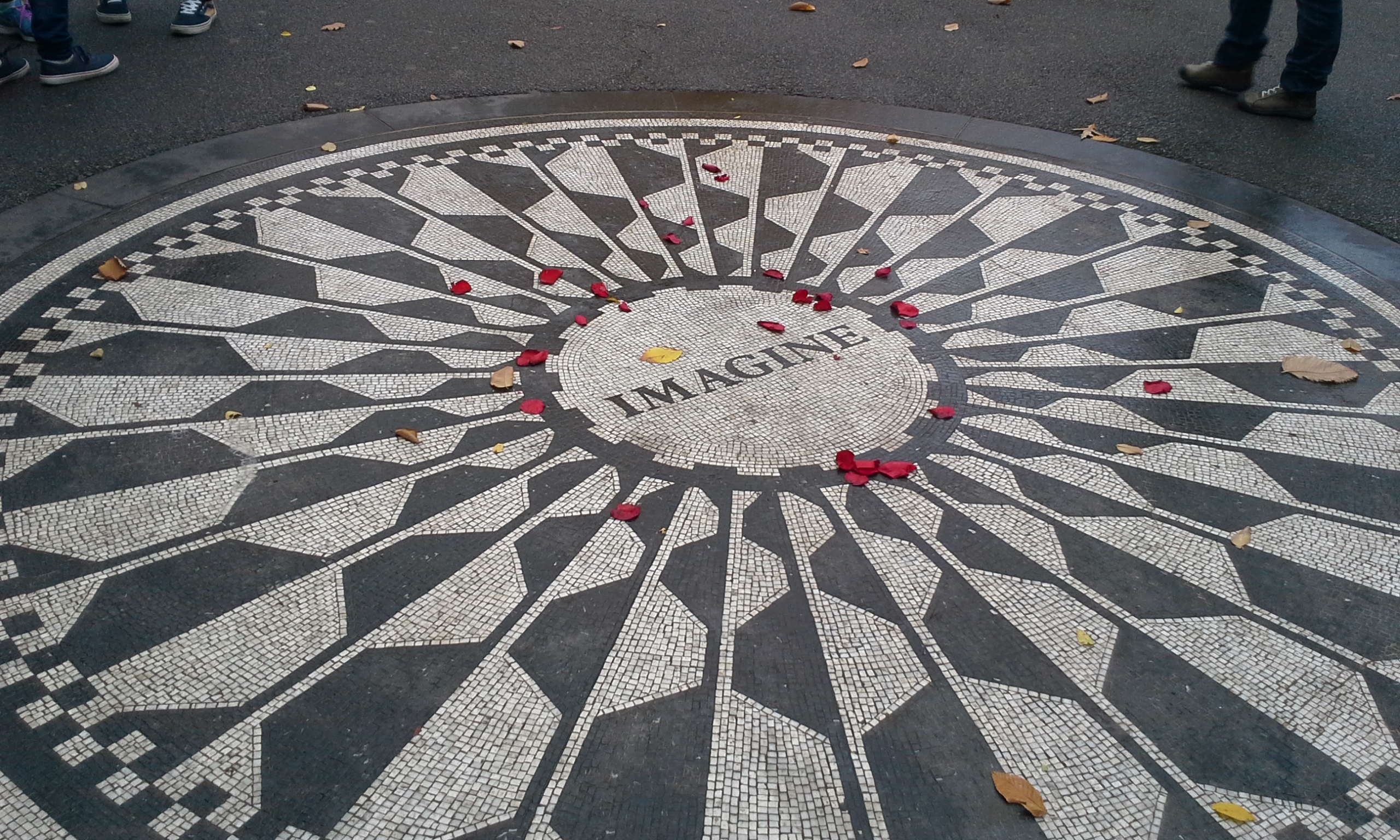
Le mémorial Strawberry Fields de Central Park, face à l'immeuble « The Dakota », où John Lennon a été assassiné le 8 décembre 1980.

Les immeubles de l'Upper West Side, situés au bord du parc sont parmi les bâtiments les plus réputés de New York, et également parmi ceux dont le loyer est le plus élevé à Manhattan. Parmi ces célèbres constructions, le Dakota Building, situé au niveau de la 72e rue, a été la demeure de nombreux artistes célèbres, parmi lesquels Lauren Bacall, Judy Garland et Leonard Bernstein. Son résident le plus illustre fut toutefois John Lennon, assassiné devant l'entrée de l'immeuble le 8 décembre 1980. Face au bâtiment, se trouve depuis 1985 le mémorial Strawberry Fields, dédié au fondateur des Beatles et au centre duquel est inscrit « Imagine ». D'autres immeubles réputés sont également situés à proximité de Central Park : les San Remo Apartments, l'Eldorado, le Beresford et le Majestic, tous construits par Emery Roth. John John Kennedy, le fils du Président, venait jouer au frisbee à Central Park. Les visiteurs prestigieux du parc comptent Woody Allen ou encore Michael Douglas ; les acteurs Richard Kind et George Clooney se sont mariés à Central Park.

## Le parc dans les arts et la littérature

### Sculptures
Bien que Frederick Law Olmsted se soit opposé à l'exposition d'un nombre trop important de sculptures, vingt-neuf sculptures ont siégé dans le parc depuis sa création, la plupart ayant été offertes par des organisations ou des particuliers (et non pas par la ville de New York). La plupart des statues originelles représentaient des écrivains ou des poètes et étaient regroupées le long d'une portion d'une allée principale (The Mall), qui fut ainsi surnommée la « promenade littéraire » (Literary Walk). Les sculpteurs les plus connus qui ont œuvré pour le parc sont Augustus Saint-Gaudens et John Quincy Adams Ward.
La sculpture la plus impressionnante du parc est le King Jagiello Monument, nommée à la mémoire de l'ancien roi de Pologne, Ladislas II Jagellon, située à proximité du Turtle Pond. Au nord de la rivière des voiliers, la sailboat pond, une immense statue représente Alice, l'héroïne de Alice au pays des merveilles, assise sur un champignon. Au niveau de la Cinquième avenue, à l'est du parc, un immense monument réalisé par Robert Graham en 1997 rend hommage à Duke Ellington, célèbre musicien américain. L'Ange des Eaux (Angel of waters) qui trône sur la fontaine de Bethesda Terrace, réalisé par Emma Stebbins en 1873, fut la première contribution publique d'une femme artiste sculpteur en Amérique.
En 1926, la statue du chien de traîneau Balto devint très populaire, et demeure très prisée des touristes : Ce héros canin participa en 1925 au transport d'un sérum antidiphtérique entre deux villes d'Alaska, Anchorage et Nome, où une épidémie s'était déclarée. Central Park possède également une des deux « Aiguilles de Cléopâtre ». Ces ouvrages de granite rose, hauts d'une vingtaine de mètres, sont des obélisques égyptiens datant de -1500, érigés à Héliopolis sur l'ordre de Thoutmôsis III ; leur attribution à Cléopâtre est légendaire. L'un de ces deux obélisques se trouve à Londres, l'autre a été offert à la ville de New York par Ismaïl Pacha, khédive d'Égypte ; il a été installé à Central Park le 22 février 1881.

Vue panoramique du parc, en direction du nord.

### Peinture, photographie et arts plastiques
- William Merritt Chase a peint une vue de Central Park en 1889 ;
- En 1965, Pierre Alechinsky représente Central Park à la peinture acrylique ;
- Le photographe Elliott Erwitt a pris des clichés de chiens dans Central Park en 1974 ;
- Trois tableaux du peintre Herman Braun-Vega réalisés pour son exposition de 1999 à la galerie Nohra Haime de New York représentent des scènes fictives se déroulant à Central Park : A quiet Sunday in Central Park (Vermeer, Picasso)[26], A quiet day in Central park (Vermeer, Picasso)[27], et Le déjeuner in Central Park (Manet)[28].
- The Gates conçues par Christo et Jeanne-Claude en 2004 et 2005 ont été présentées durant seize jours du 12 au 28 février 2005. Ce fut un parcours de 37 kilomètres à travers Central Park, ponctué de 7 500 portiques, hauts d'environ cinq mètres, placés à quatre mètres d'intervalle et tendus d'un rideau de tissu vinyle de couleur orange-safran. Cette installation rencontra un grand succès, bien que certaines polémiques sur son coût (bien qu'entièrement pris en charge par les artistes) ou son impact sur l'image du parc virent le jour.

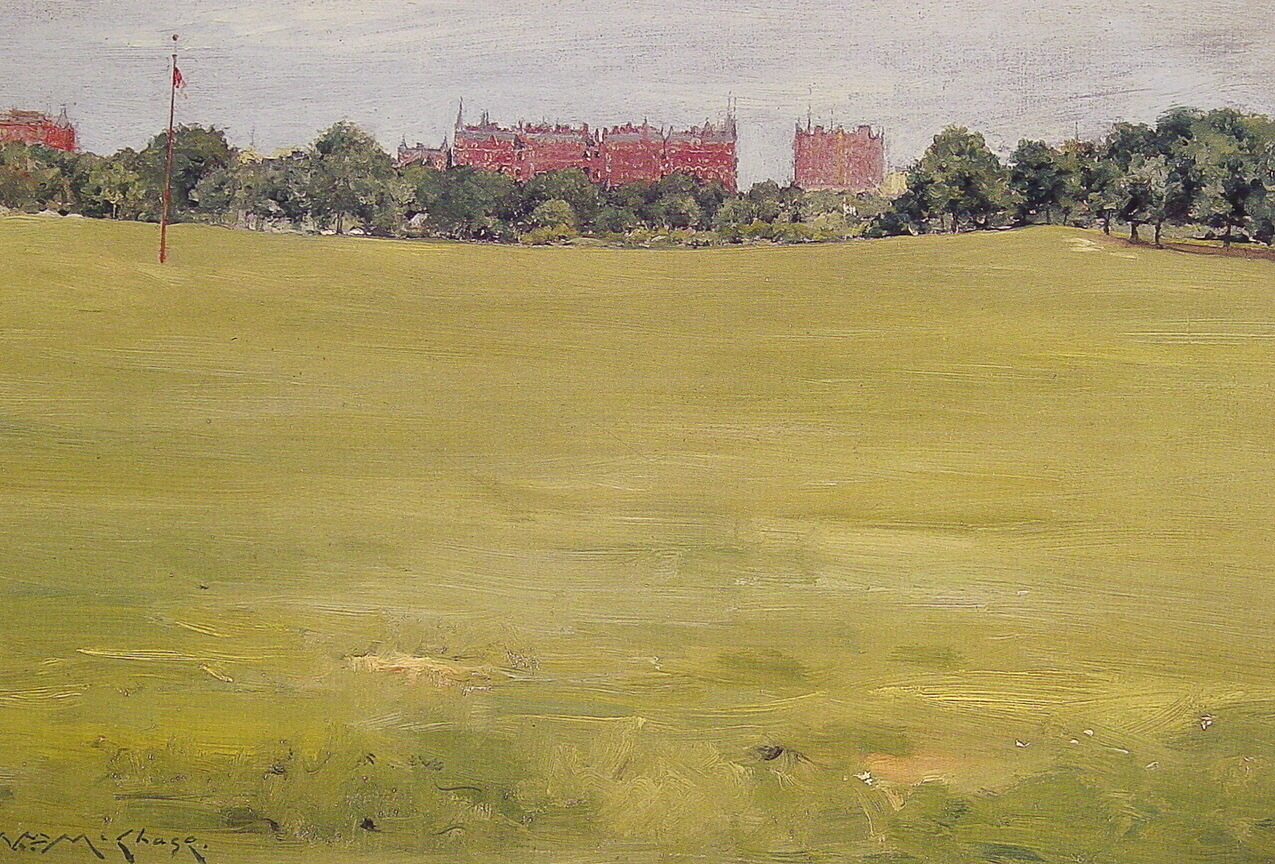
William Merritt Chase, View from Central Park (1889).
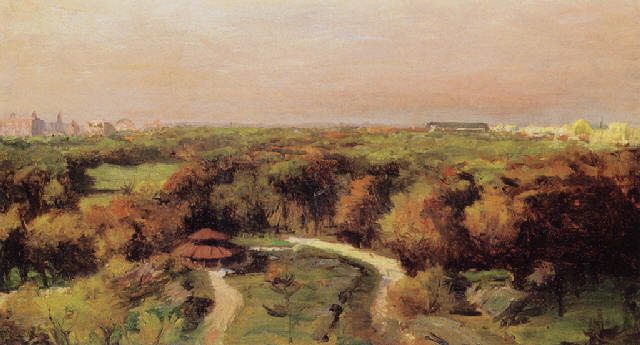
Frank Knox Morton Rehn, Central Park (1894).
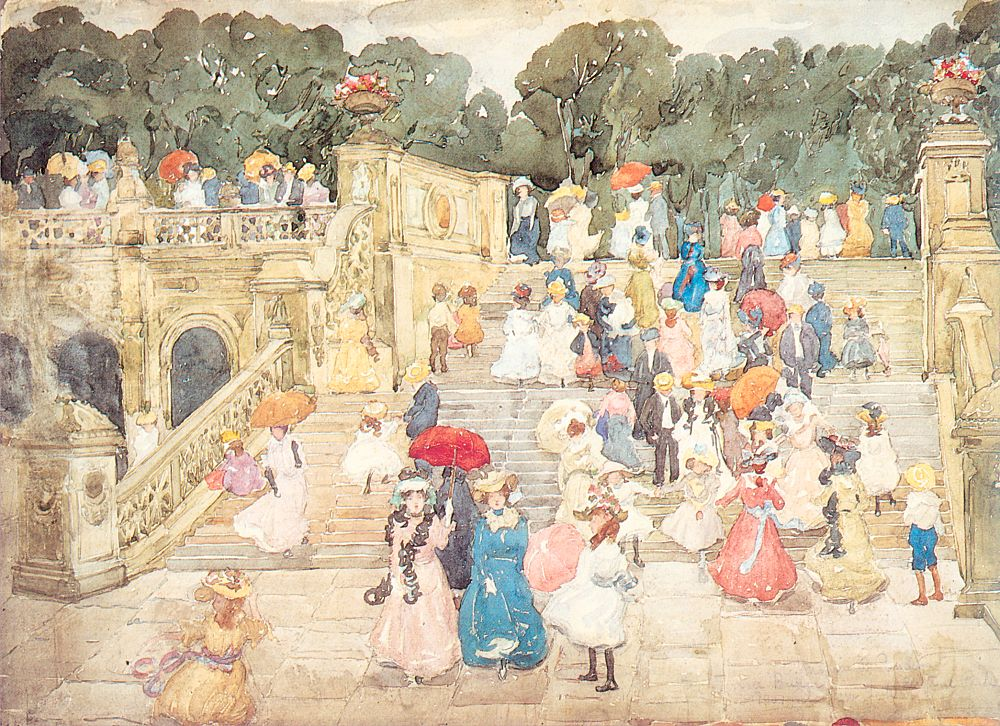
Maurice Prendergast, The Mall Central Park (1901).
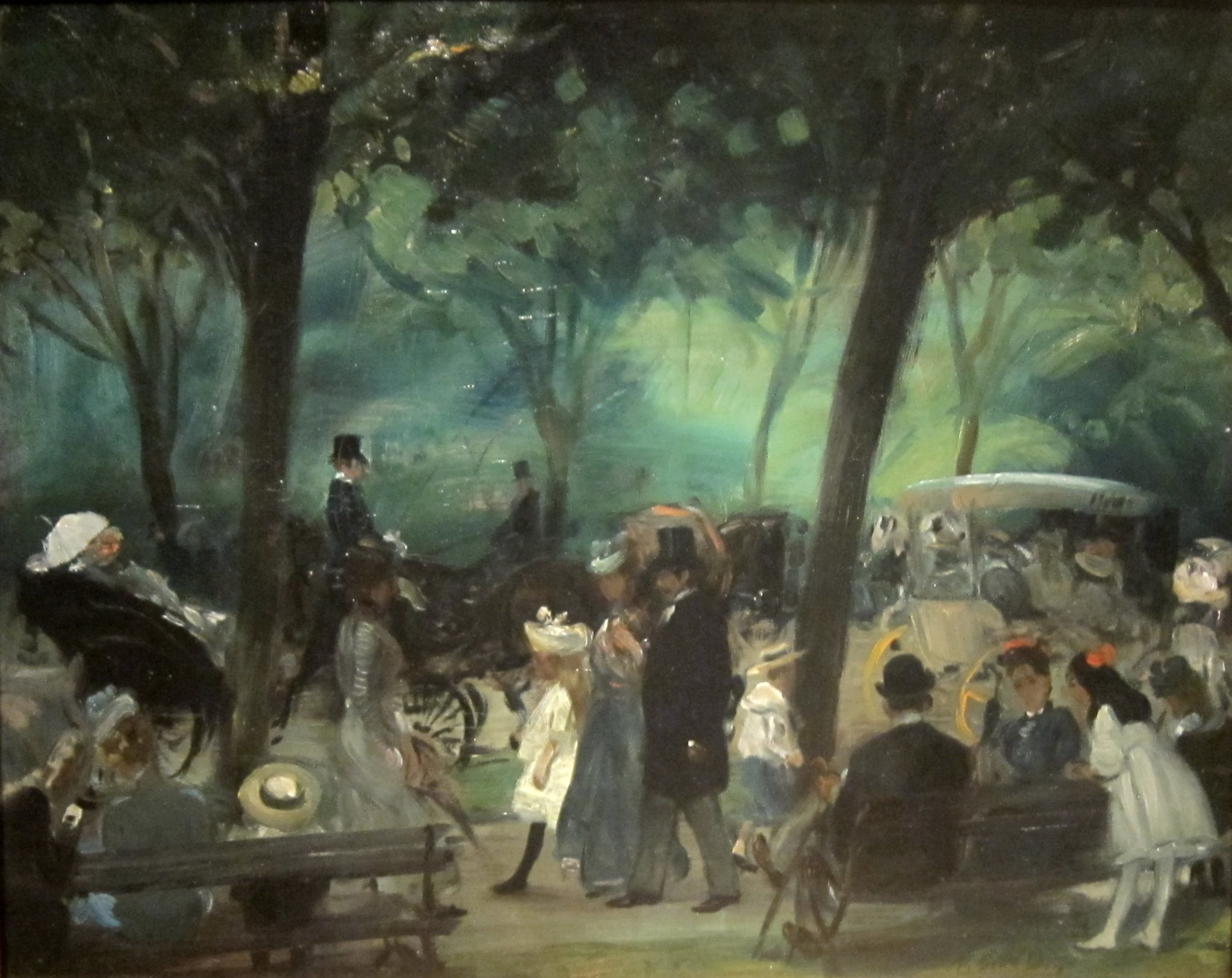
William James Glackens, The Drive, Central Park (vers 1905).
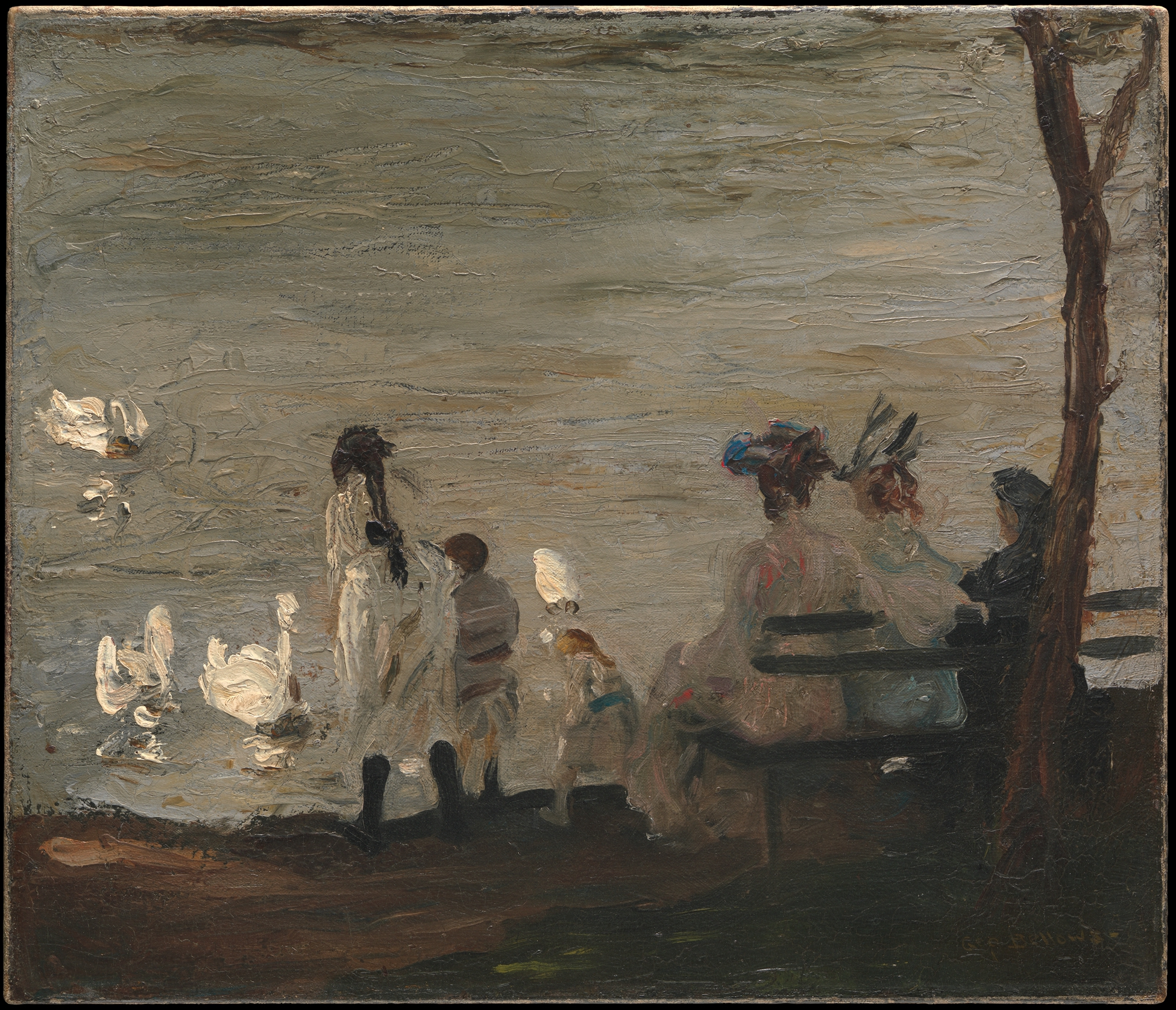
George Bellows, Swans in Central Park (1911).
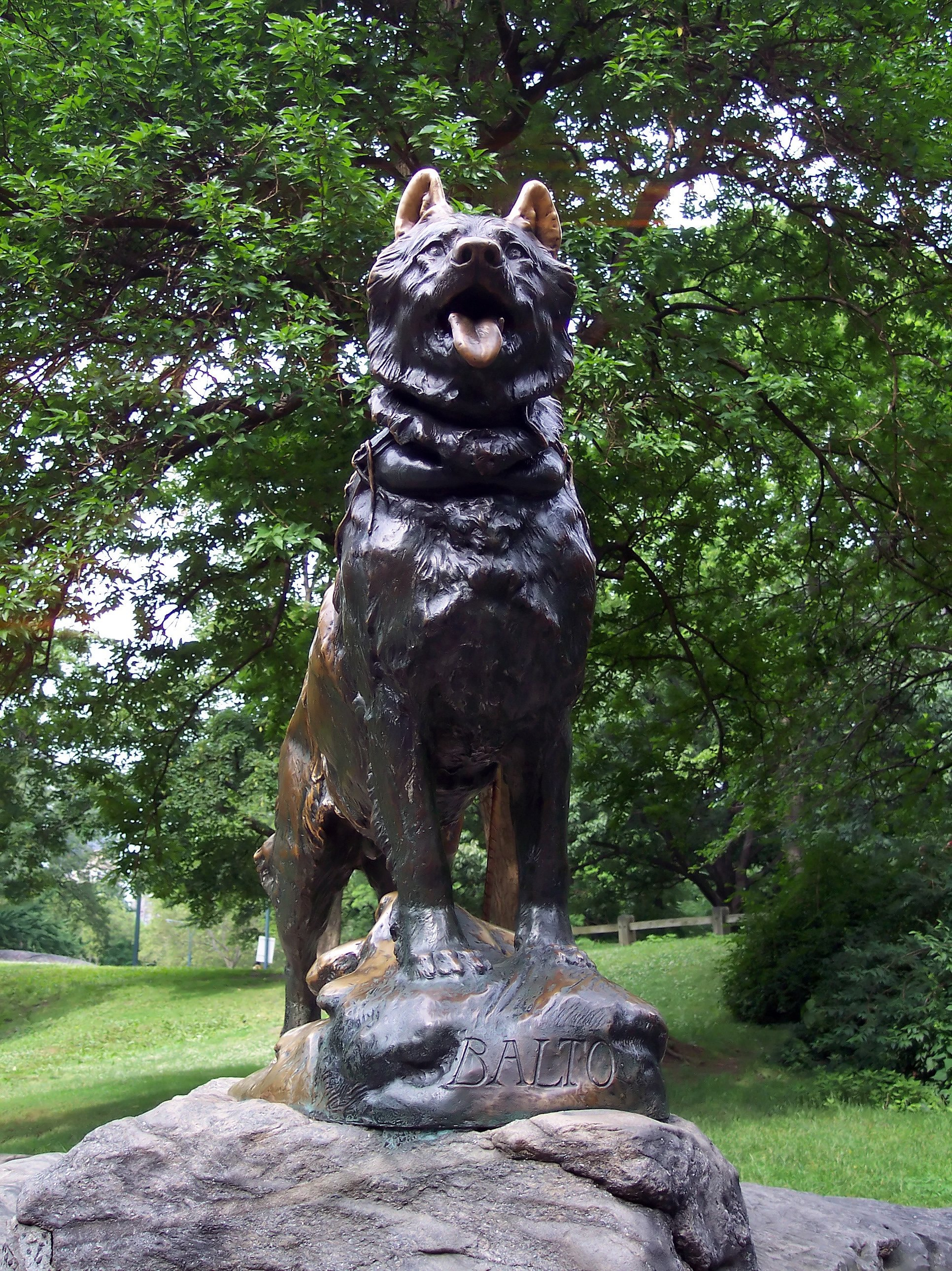
Sculpture de Balto (1925) par Frederick George Richard Roth.
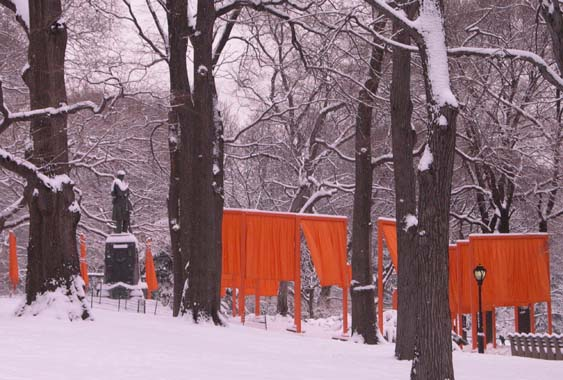
The Gates sous la neige, Central Park (2005).

### Littérature
- L'auteur dramatique Edward Franklin Albee, écrit en 1959 Zoo Story, une pièce en un seul acte dans laquelle dialoguent un vagabond et un cadre new-yorkais sur un banc de Central Park.
- En 1967, le poète canadien Leonard Cohen chante en public dans Central Park en compagnie de Judy Collins.
- L'auteur Evan H Rhodes publie en 1975 Le Prince de Central Park, roman qui décrit la vie d'un enfant de onze ans dans le parc.
- Le Festival Shakespeare in Central Park a lieu chaque été au Delacorte Theater.
- Dans le livre L'Attrape-cœurs, le personnage principal se demande souvent ce qui arrive avec les canards de Central Park lorsque la glace commence à se former en hiver.
- Dans le roman sobrement intitulé Central Park, un vétéran du Vietnam défie les Autorités, après avoir soigneusement piégé le parc de toutes parts, et en tirant à vue sur toutes les forces de Police qui tenteront de l'arrêter.
- Suzanne Collins évoque Central Park dans ses romans Gregor.

### Cinéma et télévision
Central Park, en tant que symbole universel de Big Apple est apparu et continue d'apparaître dans de très nombreuses productions cinématographiques, ainsi que dans de très nombreuses séries télévisées. Parmi ses plus célèbres apparitions, il est possible de citer :
- En 1948 : Up in Central Park, produit par Karl Tunberg.
- En 1976 : Marathon Man de John Schlesinger, où le héros s'entraîne dans Central Park.
- En 1986 : The Park Is Mine, avec Tommy Lee Jones, dans le rôle d'un vétéran du Vietnam, lourdement armé, qui "prend en otage le parc", après l'avoir piégé de toutes parts[29]. Ce film est tiré du roman Central Park de Stephen Peters.
- En 1989 : Central Park, documentaire de Frederick Wiseman.
- En 1992 : Maman, j'ai encore raté l'avion de Chris Columbus avec Macaulay Culkin.
- En 1994 : Le Lutin magique (A Troll in Central Park) de Gary Goldman.
- En 1994 : Wolf de Mike Nichols avec Jack Nicholson et Michelle Pfeiffer.
- En 1994 : Léon de Luc Besson avec Jean Reno et Natalie Portman.
- En 1995 : Une journée en enfer (Die Hard with a Vengeance) de John McTiernan avec Bruce Willis, qui traverse le parc au volant d'un taxi.
- En 1996 : James et la Pêche géante de Henry Selick avec Paul Terry, James et ses amis les insectes s'installent dans la pêche géante à Central Park.
- En 1996 : Les Complices de Central Park (I'm Not Rappaport) avec Boyd Gaines.
- En 1999 : Sexe Intentions avec Sarah Michelle Gellar et Selma Blair qui se font le célèbre baiser.
- En 2000 : la mini-série Le Dixième Royaume de Simon Moore avec Kimberly Williams-Paisley, John Larroquette, Scott Cohen, Daniel Lapaine et Dianne Wiest
- En 2002 : Coup de foudre à Manhattan de Wayne Wang avec Jennifer Lopez et Ralph Fiennes.
- En 2002 : Prince of Central Park réalisé par John Leekley, avec Cathy Moriarty.
- En 2002 : La Machine à explorer le temps ; le héros offre sa bague de fiançailles dans Central Park.
- En 2004 : Un crime dans la tête.
- En 2005 : King Kong, de Peter Jackson, où King Kong « danse » avec la belle.
- En 2005 : Madagascar, film d'animation où les protagonistes vivent dans le zoo de Central Park.
- En 2006 : The King of Central Park
- En 2007 : August Rush, où un concert est donné.
- En 2008 : Le Jour où la Terre s'arrêta, où la sphère atterrit dans le parc.
- En 2008 : Cloverfield, où se déroule, dans l'un des tunnels, la scène finale avec la mort des deux héros.
- En 2012 : Avengers : une des dernières scènes se passe dans Central Park où les Avengers disent au revoir à Thor qui ramène Loki à Asgard. Puis ils se saluent et se séparent.
- En 2016 : Café Society, où les deux héros se retrouvent.
- En 2016 : Les Animaux fantastiques, où une scène s'y déroule.
- En 2017 : The Man in the High Castle (saison 2, épisode 5), où une scène s'y déroule.
- En 2019 : dans les épisodes de You saison 1.
- En 2019 : Brooklyn Affairs, dans la scène où Moses Randolph (Alec Baldwin), homme d'affaires corrompu, se justifie auprès du détective Lionel Essrog (Edward Norton) en évoquant le développement de Central Park.
- En 2020 : dans la série animée musicale du même nom, Central Park d'Apple TV+.
- La série Friends, où les protagonistes se retrouvent dans un café nommé Central Perk, ce qui fait à la fois référence à Central Park et aux machines à café.
- La série Sex and the City, dans laquelle plusieurs scènes se déroulent dans Central Park.
- Central Park West est une série réalisée par Victor Lobl au milieu des années 1990.
- Un grand nombre de films de Woody Allen présentent des scènes dans Central Park.
- Le film dessin/animé Balto, dont la première et la dernière scène se déroulent à Central Park. On y voit la statue du chien-loup dans Central Park.
- Dans la série Gossip Girl qui se déroule dans l'Upper East Side (Georgina Sparks donne rendez-vous à Dan Humphrey dans Central Park & Nate Archibald court souvent dans la saison 1 avec son père, le capitaine Howie Archibald).
- La série d'animation Toupou se déroule en grande partie dans Central Park, elle raconte l'histoire d'une enfant sauvage élevée par les animaux de ce parc.
- Un épisode de la série Doctor Who s'est déroulé dans Central Park.

### Musique
- Central Park a accueilli et continue d'accueillir de nombreux concerts :
  - En 1970, le chef d'orchestre Dean Dixon se produisit devant 75 000 auditeurs
  - En 1973, Carole King fit un concert gratuit en plein air, à Central Park qui a attiré plus de 100 000 personnes.
  - En 1975, Bob Marley & The Wailers y joua lors du Schaeffer Music Festival.
  - En 1980, Elton John fut le premier artiste à y donner un concert réunissant 400 000 personnes[30].
  - Concert de Simon et Garfunkel en 1981 (500 000 personnes), qui donnera un album Live in Central Park, qui connaîtra un immense succès.
  - Paul Simon en solo en 1991. Ce concert donnera lieu à double album, The Concert in the Park
  - Ernest Ranglin en 1996.
  - Garth Brooks en 1997
  - Sheryl Crow en 1999.
  - Dave Matthews Band en 2003.
  - Julian Casablancas en 2005.
  - Bon Jovi en 2008.
  - festival d'été de Central Park.
- Central Park in the dark composée en 1906, est une des œuvres les plus célèbres du compositeur américain Charles Ives.
- Le premier album de Nina Simone, Jazz as played in an exclusive side street club, sorti en 1958, comporte un titre appelé Central park blues.
- Central Park inspire également les chanteurs français : l'album Nougayork de Claude Nougaro sorti en 1987 comporte une chanson intitulée Un écureuil à Central Park. Francis Maggiulli a intitulé l'un de ses albums Central Park.
- Un morceau de John Coltrane se nomme Central Park West.
- Central park a aussi accueilli les Jonas Brothers, qui y ont tourné leur clip Love is on it's way, en 2008.

### Jeux vidéo
- Central Park est aussi présent dans le jeu vidéo Alone in the Dark, où la majorité de l'histoire s'y déroule, ainsi que dans TrueCrime New York City. On retrouve également un lieu très proche de Central Park dans GTA III (se déroulant dans une ville inspirée de New York) où il est renommé « Belleville Park » et dans son successeur Grand Theft Auto IV, où il s'agit de « Middle Park ». Certaines scènes du jeu Parasite Eve se déroulent aussi à Central Park mais aussi dans Spider-Man 2, et aussi dans le jeu Driver: Parallel Lines. Il apparaît également dans le jeu Spiderman, où de nombreuses missions y sont situées.